# Cộng hòa Nam Phi
Nam Phi (tiếng Anh: South Africa), quốc hiệu là Cộng hòa Nam Phi (Republic of South Africa) là một quốc gia nằm ở mũi phía nam châu Phi, giáp Namibia, Botswana, Zimbabwe, Mozambique, Eswatini, và bao quanh toàn bộ Lesotho. Nam Phi là thành viên Khối Thịnh vượng chung.
Người nhập cư châu Âu bắt đầu tới Nam Phi ngay sau khi Công ty Đông Ấn Hà Lan thành lập một điểm đồn trú sau này trở thành mũi Hảo Vọng năm 1652. Nam Phi có cơ sở hạ tầng khá phát triển giúp trữ lượng tài nguyên khoáng sản phong phú và có giá trị cao tiếp cận tới thị trường phương Tây, đặc biệt trong suốt thế kỷ mười chín, khi cuộc cạnh tranh diễn ra khốc liệt giữa các đối thủ thời Chiến tranh Lạnh. Nam Phi là quốc gia đa sắc tộc, với các cộng đồng người da trắng, người Ấn Độ, và người da màu lớn nhất tại châu Phi. Người da đen Nam Phi, nói chín ngôn ngữ được công nhận chính thức và nhiều thổ ngữ khác, chiếm gần 80% dân số.
Sự xung đột giữa thiểu số da trắng và đa số da đen đóng một vai trò quan trọng trong lịch sử và chính trị Nam Phi, lên cực đỉnh thành chế độ apartheid, được Đảng Quốc gia Nam Phi ghi thành hiến pháp năm 1948 (dù sự phân biệt chủng tộc đã tồn tại từ trước đó). Chế độ apartheid bị bãi bỏ vào năm 1990 sau một cuộc xung đột kéo dài và thỉnh thoảng đầy tính bạo lực (gồm cả những biện pháp cấm vận từ cộng đồng thế giới) của cộng đồng đa số da đen cũng như nhiều người da trắng, da màu và người Ấn Độ tại Nam Phi.
Những cuộc bầu cử thường xuyên được tổ chức trong gần một thế kỷ, nhưng đa số người Nam Phi da đen vẫn không có quyền bỏ phiếu cho tới tận năm 1994. Kinh tế Nam Phi là nền kinh tế lớn nhất và phát triển nhất lục địa, với cơ sở hạ tầng hiện đại và rộng khắp đất nước và là quốc gia châu Phi duy nhất có trong G20.
Nam Phi đăng cai tổ chức và giành chiến thắng giải Cúp bóng đá châu Phi 1996. Nam Phi cũng thường được gọi là "Quốc gia cầu vồng", một thuật ngữ do Tổng giám mục Desmond Tutu đưa ra và được Tổng thống Nam Phi Nelson Mandela chấp nhận. Tổng thống Mandela dùng thuật ngữ "Quốc gia Cầu vồng" để miêu tả sự đa dạng văn hoá mới phát triển sau khi chế độ aparthied bị bãi bỏ. Tới năm 2007, Nam Phi là nước thứ năm trên thế giới và đầu tiên tại châu Phi hợp pháp hóa hôn nhân đồng tính sau Bỉ, Hà Lan, Tây Ban Nha, Canada. Nam Phi là quốc gia tổ chức Giải vô địch bóng đá thế giới 2010. Đây là lần đầu tiên sự kiện này được tổ chức tại châu Phi.

## Lịch sử
Nam Phi có một số trong những địa điểm khảo cổ học cổ nhất tại châu Phi. Những tàn tích hóa thạch lớn tại Sterkfontein, Kromdraai và các hang Makapansgat cho thấy nhiều giống người vượn phương Nam đã tồn tại tại Nam Phi từ khoảng ba triệu năm trước. Tiếp sau đó là nhiều giống Người (homo), gồm Homo habilis, Homo erectus và Homo sapiens. Những cư dân nông nghiệp và chăn thả nói tiếng Bantu, sử dụng công cụ sắt, đã di cư về phía nam Sông Limpopo vào Nam Phi ngày nay từ thế kỷ thứ tư hay thứ năm (Cuộc bành trướng Bantu) thay thế những người nói tiếng Khoi và San bản xứ. Họ chậm chạp tiến về phía nam và những đồ sắt sớm nhất tại Tỉnh KwaZulu-Natal ngày nay được cho là có niên đại từ khoảng năm 1050. Nhóm tiến xa nhất về phía nam là người Xhosa, ngôn ngữ của họ đã tích hợp một số nét ngôn ngữ riêng của người Khoi và San trước đó, tiến tới Fish River, tại Tỉnh Đông Cape ngày nay. Những cư dân Thời đại đồ sắt đã chiếm chỗ những người săn bắn hái lượm tại đó.

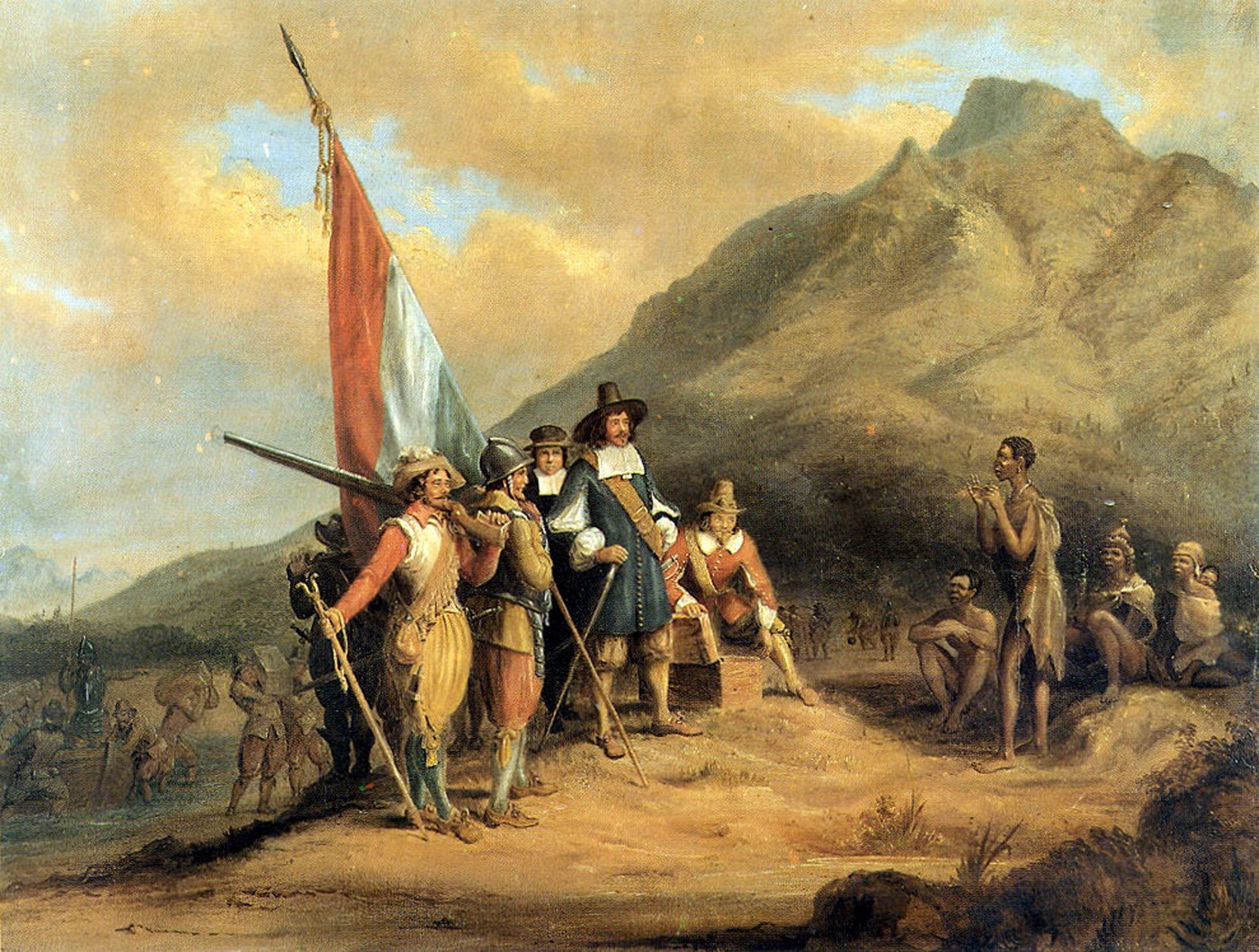
Bức tranh mang tính tiểu thuyết hóa câu chuyện về sự đặt chân tới vùng đất của Jan van Riebeeck

Lịch sử thành văn của Nam Phi bắt đầu với những lời tường thuật của các nhà hàng hải châu Âu đi qua Nam Phi trên những con đường thương mại Đông Ấn. Nhà hàng hải châu Âu đầu tiên đi vòng quanh Cape bằng đường biển là nhà thám hiểm Bồ Đào Nha Bartolomeu Dias năm 1488.
Khi Bartolomeu Dias quay trở lại Lisbon ông mang theo tin tức về sự khám phá ra cái ông gọi là "Cabo das Tormentas" (Mũi Giông Bão). Nhưng người bảo trợ cho ông, vua John II của Bồ Đào Nha đã lựa chọn một cái tên khác, "Cabo da Boa Esperança" (Mũi Hảo Vọng) vì nó hứa hẹn một con đường hàng hải tới Ấn Độ giàu có, hy vọng mà Bồ Đào Nha đang gắng sức thực hiện.
Cùng với những lời kể của những nhà hàng hải giai đoạn đầu, những lời kể của những người sống sót sau những vụ đắm tàu cung cấp những thông tin sớm nhất về miền Nam châu Phi. Trong hai thế kỷ sau đó 1488, một số khu định cư đánh cá nhỏ được Jan van Riebeeck thành lập tại Mũi Hảo Vọng nhân danh Công ty Đông Ấn Hà Lan. Hầu như trong suốt thế kỷ mười bảy và mười tám, những khu định cư phát triển chậm chạp đó đều thuộc sở hữu của người Hà Lan. Những người định cư Hà Lan cuối cùng gặp những người Xhosa phía tây nam tại vùng Fish River. Một loạt những cuộc chiến, được gọi là Những cuộc chiến tranh Biên giới Cape, xảy ra, chủ yếu do xung đột về đất đai và lợi ích.
Để giải quyết tình trạng thiếu nhân công tại Cape, nô lệ được đưa đến từ Indonesia, Madagascar, và Ấn Độ. Hơn nữa, những lãnh đạo gây rắc rối, thường có dòng dõi vua chúa, bị trục xuất từ các thuộc địa Hà Lan tới Nam Phi. Nhóm những nô lệ này cuối cùng trở thành nhóm dân số hiện tự gọi mình là "người Mã Lai Cape". Người Mã Lai Cape theo truyền thống được những kẻ thực dân châu Âu cho có địa vị xã hội cao hơn - nhiều người trong số họ trở thành những chủ đất giàu có, nhưng cũng dần bị tước quyền sở hữu khi chế độ Apartheid phát triển. Những giáo đường của người Cape Malay tại Quận Sáu được giữ nguyên, và hiện là những công trình tưởng niệm về sự phá hoại đã xảy ra trước đó xung quanh chúng.
Đa số hậu duệ của những nô lệ đó, thường có quan hệ hôn nhân với những người định cư Hà Lan, sau này được xếp hạng cùng với người Khoikhoi (còn gọi là Khoisan) thành Người da màu Cape. Cùng được phân loại trong nhóm Người da màu Cape còn có người Xhosa và các sắc tộc Nam Phi khác, vì thế hiện họ chiếm khoảng 50% dân số Tỉnh Tây Cape.
Vương quốc Anh đã nắm quyền kiểm soát vùng Mũi Hảo Vọng năm 1795 bề ngoài là để ngăn nó không rơi vào tay người Pháp thời Napoleon Bonaparte nhưng cũng là để tìm cách biến Cape Town thành một điểm dừng chân trên con đường tới Australia và Ấn Độ. Vùng này được trả lại cho Hà Lan năm 1803, nhưng ngay sau đó Công ty Đông Ấn Hà Lan tuyên bố phá sản, và người Anh đã sáp nhập Thuộc địa Cape năm 1806. Người Anh tiếp tục các cuộc chiến tranh biên giới chống lại người Xhosa, đẩy biên giới phía đông lùi ra xa hơn thông qua một loạt những pháo đài được thiết lập dọc Sông Fish và củng cố chúng bằng cách khuyến khích người Anh tới định cư. Vì áp lực của các phong trào bãi nô tại Anh, nghị viện Anh lần đầu tiên ngừng công việc buôn bán nô lệ trên quy mô thế giới của họ năm 1806, sau đó xóa bỏ chế độ nô lệ tại tất cả các thuộc địa của họ năm 1833.
Sự phát hiện kim cương năm 1867 và vàng năm 1886 đã thúc đẩy phát triển kinh tế và làn sóng nhập cư, làm tăng thêm tình trạng nô dịch hóa người bản xứ. Người Boers đã thành công trong việc ngăn chặn sự xâm lân của người Anh trong cuộc Chiến tranh Boer lần thứ Nhất (1880–1881) với các chiến thuật chiến tranh du kích, rất thích hợp với những điều kiện địa phương. Tuy nhiên, người Anh đã quay trở lại với số lượng lớn hơn trong cuộc Chiến tranh Boer lần thứ Hai (1899–1902). Những nỗ lực của người Boers thiết lập liên minh với vùng Tây Nam Phi của Đức càng khiến người Anh có lý do để giành quyền kiểm soát tất cả các nước Cộng hòa Boer.

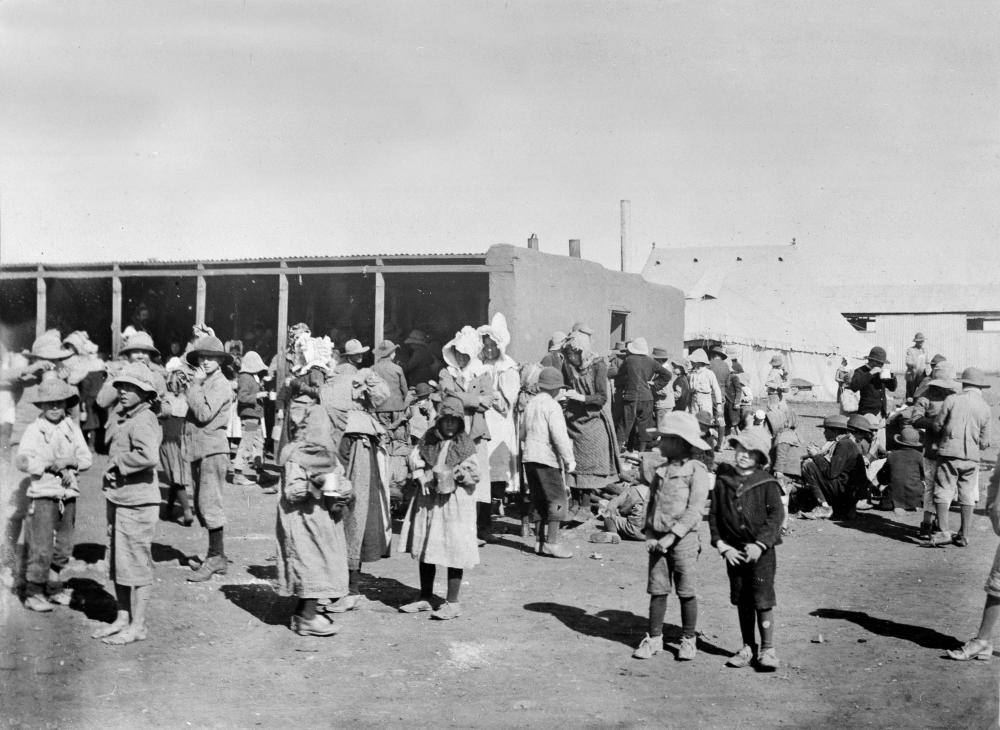
Phụ nữ và trẻ em Boer tại các trại tập trung Anh

Người Boer kháng cự mạnh mẽ, nhưng cuối cùng người Anh với quân số vượt trội, chiến thuật hiện đại và những đường cung cấp hậu cần bên ngoài đã tiêu diệt các lực lượng Boers. Cũng trong cuộc chiến này, người Anh đã sử dụng các chiến thuật Trại Tập trung và Tiêu Thổ gây nhiều tranh cãi. Hiệp ước Vereeniging xác định chủ quyền đầy đủ của Anh trên toàn bộ các nước cộng hòa Nam Phi và chính phủ Anh chấp nhận chi trả khoản nợ chiến phí 3 000 000 £ cho các chính phủ người Nam Phi gốc Âu. Một trong những điều khoản chính của hiệp ước chấm dứt chiến tranh là 'Người da đen' sẽ không được phép bầu cử, ngoại trừ tại Thuộc địa Cape.

### Độc lập
Sau bốn năm đàm phán, Liên minh Nam Phi được thành lập từ các thuộc địa Cape và Natal, cũng như các nước cộng hòa thuộc Nhà nước Tự do Orange và Cộng hoà Transvaal, ngày 31 tháng 5 năm 1910, chính xác tám năm sau khi Cuộc chiến tranh Boer lần thứ Hai chấm dứt. Liên minh Nam Phi mới được thành lập là một lãnh thổ tự trị trong khối Liên hiệp Anh. Năm 1934, Đảng Nam Phi và Đảng Quốc gia hợp nhất để hình thành nên Đảng Thống nhất, tìm cách hòa giải giữa những người Nam Phi gốc Âu và những người 'Da trắng' nói tiếng Anh, nhưng đảng đã bị chia rẽ năm 1939 về vấn đề tham gia Chiến tranh thế giới thứ hai của Liên minh với tư cách một đồng minh của Anh Quốc, một động thái mà Đảng Quốc gia phản đối kịch liệt.

### Thời kỳ apartheid

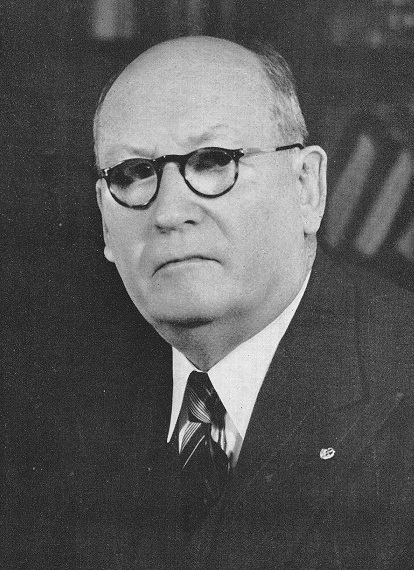
D. F. Malan, thủ tướng đầu tiên của thời kỳ apartheid (1948–1954)

Năm 1948 Đảng Quốc gia trúng cử, nắm quyền lực và bắt đầu áp đặt một loạt bộ luật phân biệt đối xử nặng nề sau này sẽ được gọi chung là chế độ Apartheid. Không đáng ngạc nhiên, sự phân biệt đối xử này cũng được áp dụng đối với tài sản có được trong quá trình công nghiệp hóa nhanh chóng ở thập niên 1950, '60, và '70. Tuy cộng đồng thiểu số Da trắng có được mức sống cao nhất trên toàn bộ châu Phi, thường được so sánh ngang bằng với các quốc gia phương Tây thuộc "Thế giới thứ Nhất", đa số người Da đen vẫn sống ở tình trạng nghèo khổ theo mọi tiêu chuẩn, gồm thu nhập, giáo dục, nhà ở và tuổi thọ. Tuy nhiên, thu nhập trung bình và tuổi thọ trung bình của người da đen, 'Ấn Độ' hay 'da màu' Nam Phi vẫn cao hơn rất nhiều quốc gia châu Phi với chính phủ da màu khác như Ghana và Tanzania.
Chế độ Apartheid dần gây ra nhiều tranh cãi, dẫn tới sự trừng phạt và rút vốn đầu tư từ nước ngoài và tình trạng bất ổn cũng như đàn áp ngày càng gia tăng bên trong Nam Phi. (Xem thêm bài về Lịch sử Nam Phi thời kỳ apartheid.) Một giai đoạn đàn áp kéo dài của chính phủ, cùng nhiều cuộc phản kháng bạo lực, những cuộc đình công, tuần hành, và phá hoại của nhiều phong trào phản đối chế độ apartheid, mà nhất là Đại hội Dân tộc Phi (ANC), diễn ra. Cuối thập 1970, Nam Phi khởi động một chương trình vũ khí hạt nhân, và trong thập kỷ sau đó họ đã chế tạo ra sáu vũ khí hạt nhân có thể sử dụng. Lý do căn bản của hành động sở hữu vũ khí hạt nhân bị tranh cãi, nhưng mọi người tin rằng Vorster và P.W Botha muốn có khả năng buộc Hoa Kỳ phải can thiệp trong trường hợp xảy ra cuộc chiến giữa Nam Phi và chính phủ MPLA của Angola được Cuba hậu thuẫn.

### Hậu apartheid

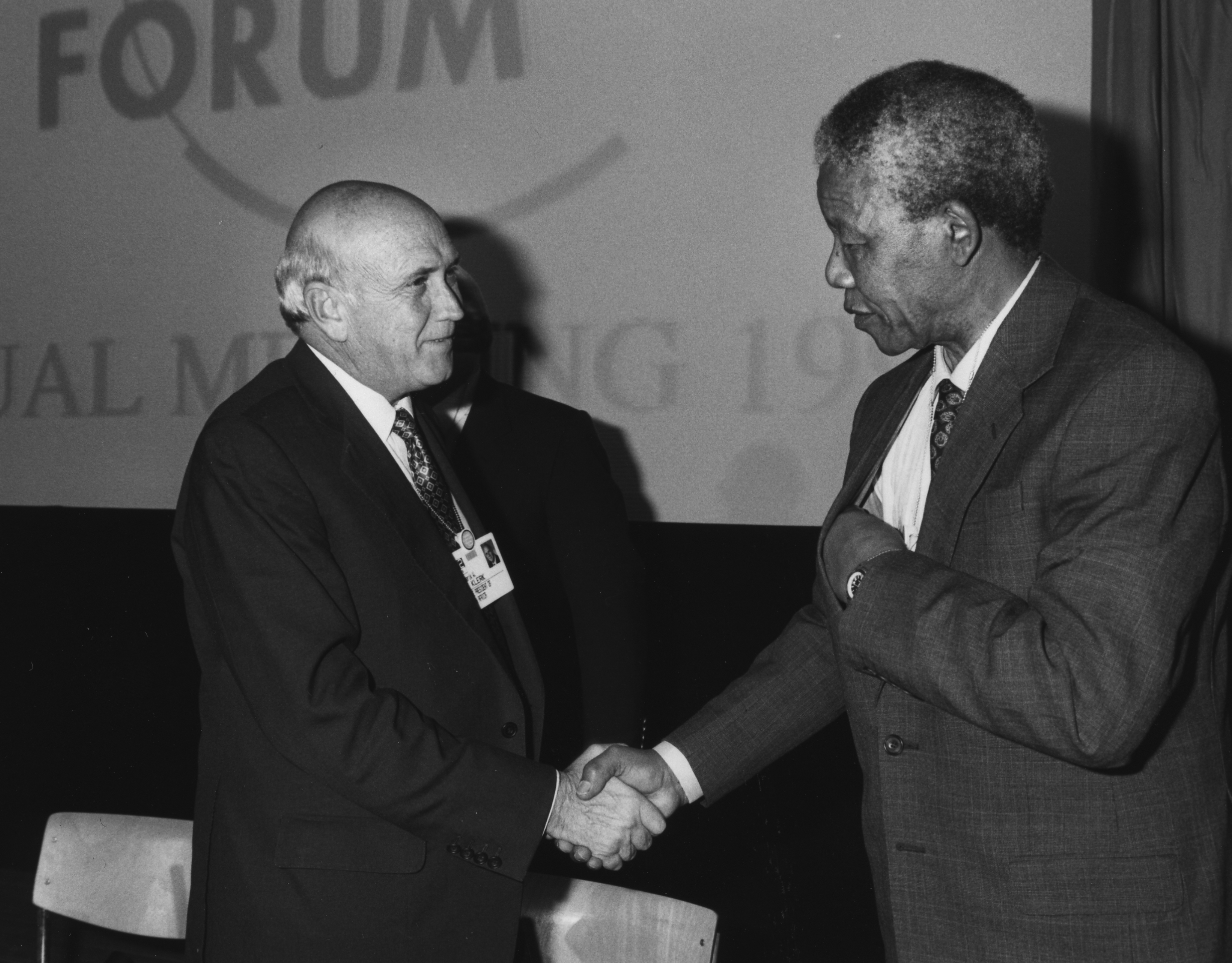
Frederik Willem de Klerk và Nelson Mandela bắt tay vào tháng 1 năm 1992.

Năm 1990, Frederik Willem de Klerk của Đảng Quốc gia lên làm tổng thống thay thế Botha. Nhờ vị trí này, và với quyết tâm, ông đã cải cách để từng bước phá bỏ chủ nghĩa phân biệt chủng tộc Apartheid và tiến hành bước đầu tiên đàm phán về việc rời bỏ quyền lực của chính họ khi dỡ bỏ lệnh cấm đảng Đại hội Dân tộc Phi và các tổ chức chính trị cánh tả khác hoạt động, và trả tự do cho những tù nhân da màu, trong số đó có Nelson Mandela sau 27 năm ở tù vì cáo buộc hành động bạo lực vũ trang. Các luật lệ apartheid dần được hủy bỏ, và Nam Phi cũng phá hủy kho vũ khí hạt nhân của mình và gia nhập Hiệp ước không phổ biến vũ khí hạt nhân. Năm 1992, người Nam Phi da trắng đồng ý bãi bỏ chế độ apartheid trong một cuộc trưng cầu ý dân. Cuộc bầu cử đa sắc tộc đầu tiên được tổ chức năm 1994, Đại hội Dân tộc Phi giành thắng lợi vang dội với đa số ghế. Đảng này đã lên nắm quyền lực tại Nam Phi kể từ thời điểm đó.
Dù chế độ apartheid đã chấm dứt, hàng triệu người dân Nam Phi, chủ yếu là người da đen, vẫn tiếp tục sống trong nghèo khổ. Điều này một phần bởi di sản của hệ thống apartheid (dù tình trạng nghèo khổ cũng là vấn đề trên khắp châu Phi), và, một điều mà ngày càng có nhiều người coi là một sai lầm của chính phủ hiện nay trong việc giải quyết các vấn đề xã hội, cộng với những quy định tiền tệ và thuế của chính phủ hiện tại nhằm đảm bảo cả việc tái phân phối tài sản và tăng trưởng kinh tế. Trong mười năm kể từ khi Đại hội Dân tộc Phi lên nắm quyền, Chỉ số Phát triển Con người của Nam Phi đã giảm thảm hại, tuy trước đó nó luôn tăng trưởng vững chắc cho tới giữa thập niên 1990. Đa số nguyên nhân có thể quy cho đại dịch AIDS và sai lầm của chính phủ trong việc đương đầu với nó. Tuy nhiên, chính sách nhà ở xã hội của Đại hội Dân tộc Phi đã mang lại một số cải thiện trong điều kiện sống tại nhiều vùng bằng cách xem xét lại chi tiêu ngân sách và cải thiện tính hiệu năng của hệ thống thu thuế.

## Địa lý

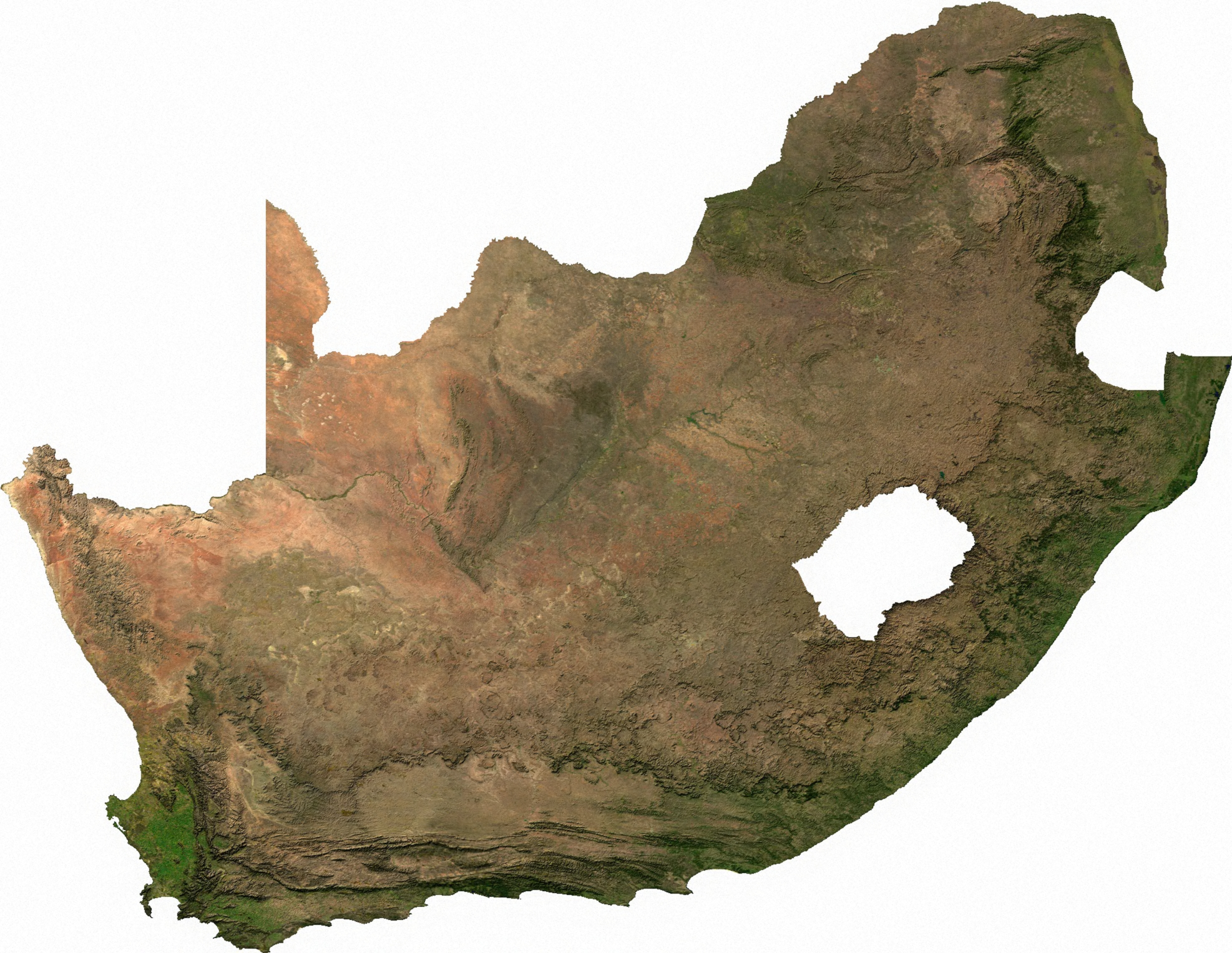
Địa hình Nam Phi

Nam Phi là đất nước nằm ở phần mũi phía nam của lục địa châu Phi, với một đường bờ biển dài hơn 2500 kilometres (1.550 dặm) chạy qua hai đại dương (Đại Tây Dương và Ấn Độ Dương). Với tổng diện tích là 1.219.912 km² (470 979 mi²) Nam Phi là nước lớn thứ 25 trên thế giới (sau Mali). Nước này có kích thước tương đương Colombia. Njesuthi tại Drakensberg với độ cao 3 408 m (11.424 ft) là đỉnh cao nhất Nam Phi.
Nam Phi giáp biên giới với Botswana - 1.840 km, Lesotho - 909 km, Mozambique - 491 km, Namibia - 967 km, Eswatini - 430 km, và Zimbabwe - 225 km. Nó có bờ biển dài 2.798 km.
Trái ngược với quan niệm thông thường của mọi người, Nam Phi có khí hậu nói chung ôn hòa, một phần nhờ nó được bao quan bởi Đại Tây Dương và Ấn Độ Dương ở ba phía, nhờ vị trí nằm tại bán cầu nam với thời tiết dịu hơn, và nhờ độ cao tăng dần về phía bắc (về hướng xích đạo) và trong lục địa. Vì những ảnh hưởng địa hình và hải dương này, Nam Phi có nhiều khu vực khí hậu.

Bản đồ phân loại khí hậu Köppen của Nam Phi

Các vùng khí hậu khá khác biệt, từ sa mạc khô cằn phía nam Namib tại cực tây bắc tới kiểu khí hậu cận nhiệt đới tươi tốt ở phía đông dọc biên giới với Mozambique và Ấn Độ Dương. Từ phía đông, địa hình nhanh chóng chuyển thành núi non dựng đứng về hướng cao nguyên nội địa được gọi là Thảo nguyên cao. Thậm chí Nam Phi bị xếp hàng là bán khô cằn, có khá nhiều khác biệt về khí hậu cũng như địa hình.
Nội địa Nam Phi là một vùng cao nguyên đất sét rộng lớn, phẳng và dân cư thưa thớt, khí hậu khô hơn về hướng tây bắc dọc theo xa mạc Namib. Trái lại, ở bờ biển phía đông là vùng đất với cây cối tươi tốt, nhiều nước với kiểu khí hậu nhiệt đới. Cực tây nam có khí hậu rất giống với kiểu khí hậu Địa Trung Hải với mùa đông ẩm và mùa hè khô, là nơi có Quần xã sinh vật Fynbos nổi tiếng. Khu vực này cũng là nơi sản xuất ra đa số các loại rượu Nam Phi. Vùng này cũng vì loại gió tại đó, thổi không liên tục suốt năm. Sự dữ dội của loại gió này khiến việc đi ngang qua Mũi Hảo Vọng trở nên đặc biệt khó khăn cho các thủy thủ, gây ra nhiều vụ đắm tàu. Xa hơn về phía đông của bờ biển phía nam đất nước, lượng mưa được phân bố đồng đều suốt năm khiến phong cảnh xanh tươi. Vùng này thường được gọi là Garden Route.
Free State đặc biệt bằng phẳng nhờ nó nằm trên cao nguyên. phía bắc Sông Vaal, Thảo nguyên cao được cung cấp nhiều nước hơn và không có kiểu thời tiết đặc biệt nóng cận nhiệt đới. Johannesburg, tại trung tâm Thảo nguyên cao, ở độ cao 1740 mét (5.709 ft) và có lượng mưa trung bình hàng năm 760 milimét (30 in). Mùa đông tại vùng này lạnh, dù tuyết khá hiếm.
Tới phía bắc Johannesburg, độ cao giảm về hướng vách đứng Thảo nguyên cao, và chuyển về hướng Thảo nguyên cây bụi thấp hơn, một vùng pha trộn giữa những khu rừng khô và phong phú về động thực vật hoang dã. phía đông Thảo nguyên cao, về hướng vách đứng phía đông, Thảo nguyên thấp trải dài về phía Ấn Độ Dương. Vùng này có nhiệt độ đặc biệt cao, và cũng là nơi thuận lợi cho canh tác nông nghiệp cận nhiệt đới. Các dãy núi Barberton dải Greenstone tại thảo nguyên thấp là những dãy núi già nhất trên Trái Đất, có niên đại từ 3.5 tỷ năm trước. Bằng chứng sớm nhất về cuộc sống (có niên đại 3.2 - 3.5 triệu năm) đã được tìm thấy tại những dãy núi này.
Dãy núi cao Drakensberg, hình thành nên dốc đứng đông nam Thảo nguyên cao, là nơi có thể tổ chức môn trượt tuyết vào mùa đông. Nhiều người cho rằng địa điểm lạnh nhất Nam Phi là Sutherland ở phía tây Núi Roggeveld, nơi nhiệt độ vào giữa mùa đông có thể xuống tới −15 độ C (5 °F). Trên thực tế, nơi lạnh nhất là Buffelsfontein, tại quận Molteno thuộc Đông Cape. Buffelsfontein đã ghi nhận nhiệt độ −18.6 độ C (-1.5 °F). Vùng sâu trong nội địa có thời tiết nóng nhất: nhiệt độ 51.7 °C (125 °F) đã được ghi lại năm 1948 tại Bắc Cape Kalahari gần Upington.
Nam Phi cũng có một quần đảo cận Nam Cực nhỏ là Quần đảo Hoàng tử Edward, gồm Đảo Marion (290 km²/112 mi²) và Đảo Hoàng tử Edward (45 km²/17.3 mi²) (không nên nhầm với một tỉnh trùng tên của Canada).

### Hệ động thực vật

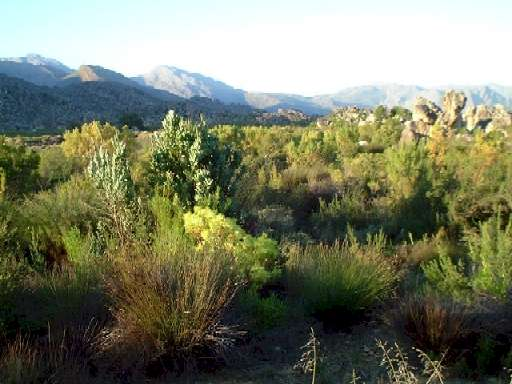
Fynbos, một vương quốc thực vật độc nhất tại Nam Phi, gần Cape Town

Nam Phi là một trong 17 quốc gia trên thế giới được coi là rất đa dạng sinh thái. Nước này có hơn 20.000 loài cây cỏ khác nhau, hay khoảng 10% tất cả các giống loài thực vật được biết trên thế giới. Nam Phi là nước đa dạng sinh thái thứ ba trên thế giới, sau Brazil và Indonesia và có mức đa dạng sinh thái cao hơn bất kỳ một quốc gia nào có diện tích tương đương hoặc nhỏ hơn (Brazil lớn gần gấp bảy lần Nam Phi, và Indonesia lớn hơn 50%).
Quần xã sinh vật ưu thế tại Nam Phi là đồng cỏ, đặc biệt trên Thảo nguyên cao, nơi mặt đất được bao phủ chủ yếu bởi nhiều loài cỏ, cây bụi thấp, và cây keo, chủ yếu là camel-thorn và táo gai. Cây cỏ trở nên thưa thớt hơn ở phía tây bắc vì lượng mưa thấp. Có nhiều loài cây mọng nước như lô hội và đại kích ở vùng Namaqualand rất nóng và khô. Các thảo nguyên cỏ và táo gai dần chuyển thành thảo nguyên cây bụi về phía đông bắc đất nước, với mật độ cây dày hơn. Có một số lượng khá lớn cây bao báp trong vùng này, gần điểm cuối phía bắc Vườn Quốc gia Kruger.
Quần xã Fynbos, chiếm ưu thế tại vùng thực vật Cape, một trong sáu vương quốc thực vật, nằm trong một vùng nhỏ tại Tây Cape và sở hữu trên 9.000 loài, khiến nó trở thành một trong những vùng thực vật phong phú nhất trên thế giới. Đa số các loài cây là cây lá cứng xanh tốt với lá dạng kim nhỏ, như những cây sclerophyllous. Một loại cây độc hữu của Nam Phi là giống hoa protea. Có khoảng 130 loài protea tại Nam Phi.
Tuy Nam Phi có rất nhiều loài hoa, nhưng nước này lại sở hữu ít rừng. Chỉ 1% diện tích Nam Phi được rừng bao phủ, hầu như chỉ tập trung tại vùng đồng bằng ven biển ẩm dọc Ấn Độ Dương tại KwaZulu-Natal (xem Rừng ven biển KwaZulu-Cape). Thậm chí còn có những khu bảo tồn rừng rất nhỏ không bao giờ gặp nguy cơ hỏa hoạn, được gọi là rừng trên núi (xem Rừng trên núi Knysna-Amatole). Canh tác các loài cây nhập khẩu là hoạt động chủ yếu, đặc biệt là bạch đàn và thông. Nam Phi đã mất nhiều khu môi trường sống tự nhiên rộng lớn trong bốn thập kỷ gần đây, chủ yếu vì nạn nhân mãn, tình trạng phát triển và sự phá rừng trong thế kỷ mười chín. Nam Phi là một trong những nước bị ảnh hưởng nhiều nhất trên thế giới trước sự xuất hiện của các giống loài ngoại lai (ví dụ keo đen, Port Jackson, Hakea, cây cứt lợn và lan dạ hương) đặt ra một mối đe dọa lớn với đa dạng sinh thái bản địa và đã gây ra tình trạng khan hiếm nguồn tài nguyên nước. Rừng ôn đới trước kia đã bị những người định cư châu Âu tới Nam Phi khai thác cạn kiệt và hiện chỉ còn sót lại vài khu nhỏ. Hiện tại, các loài cây gỗ cứng tại Nam Phi như hoàng đàn (Podocarpus latifolius), stinkwood (Ocotea bullata), và lim đen (Olea laurifolia) đang được chính phủ bảo vệ.
Nhiều loài động vật có vú sinh sống tại các thảo nguyên cây bụi gồm sư tử, báo, tê giác trắng, linh dương đầu bò xanh, linh dương vằn kudu, linh dương sừng xoắn châu Phi, linh cẩu, hà mã, và hươu cao cổ. Có một quần thể sinh vật thảo nguyên cây bụi rất đáng chú ý ở phía đông bắc như Vườn quốc gia Kruger và Khu dự trữ Mala Mala, cũng như ở vùng cực bắc tại Sinh quyển Waterberg.
Sự thay đổi khí hậu được cho là sẽ mang lại tình trạng nhiệt độ cao và khô cho vùng đất vốn đã bán khô cằn này, với tần số và cường độ hoạt động khí hậu cực độ như sóng nhiệt, lụt và hạn. Theo dự đoán biến đổi khí hậu trên máy tính của Viện Đa dạng Sinh thái Quốc gia Nam Phi (SANBI) (cùng với nhiều viện đối tác khác), nhiều vùng phía nam châu Phi sẽ đối mặt với hiện tượng tăng nhiệt độ khoảng 1 độ C dọc theo bờ biển cho tới 4 độ C tại hầu hết những vùng nội địa đã có khí hậu rất nóng như Bắc Cape vào thời điểm cuối thu và hè từ năm 2050.
Vương quốc thực vật Cape đã được xác định là một trong điểm đa dạng sinh thái gặp nguy hiểm của thế giới bởi nó sẽ phải đối mặt với tình trạng thời tiết rất nóng do sự thay đổi khí hậu. Hạn hán, ngày càng diễn ra thường xuyên và khốc liệt hơn cùng với sự tăng nhiệt độ được cho là sẽ khiến nhiều loài quý hiếm đi tới tuyệt chủng. Cuốn sách Scorched: South Africa's changing climate dựa trên mô hình thay đổi thời tiết do SANBI đưa ra.
Nam Phi sở hữu nhiều giống loài đặc hữu, trong số đó có loài Thỏ ven sông (Bunolagus monticullaris) đang ở tình trạng nguy cơ tuyệt chủng cao tại Karoo.

## Chính phủ và chính trị
Nam Phi là một nước cộng hòa đại nghị. Tổng thống là nguyên thủ quốc gia kiêm người đứng đầu chính phủ và phải duy trì sự tín nhiệm của Nghị viện. Hiến pháp Nam Phi là luật cơ bản của Nam Phi và các tòa án cấp cao có quyền hủy bỏ văn bản của chính phủ, luật của Nghị viện trái với Hiến pháp. Nghị viện là cơ quan lập pháp lưỡng viện, gồm Quốc hội và Hội đồng các tỉnh quốc gia. Quốc hội là hạ viện, gồm 400 đại biểu được bầu theo hệ thống đại diện tỷ lệ với nhiệm kỳ năm năm. Hội đồng các tỉnh quốc gia là thượng viện, gồm 90 thành viên do các nghị viện tỉnh bầu ra, mỗi tỉnh bầu ra mười thành viên.
Chính trị Nam Phi hiện tại do đảng Đại hội Dân tộc Phi (ANC) chi phối, đảng này đã nhận được 69.7% phiếu bầu trong cuộc tổng tuyển cử năm 2004 vừa qua và 66.3% số phiếu trong cuộc bầu cử thành phố năm 2006. Đối thủ chính đe dọa sự cầm quyền của ANC là đảng Liên minh Dân chủ, nhận được 12.4% số phiếu trong cuộc tuyển cử 2004 và 14.8% số phiếu trong cuộc bầu cử năm 2006. Lãnh đạo đảng này là Helen Zille (được bầu ngày 6 tháng 5 năm 2007). Lãnh đạo trước đó của đảng là Tony Leon. Đảng Quốc gia Mới, vốn nắm ưu thế chính trị trước kia, và là đảng đưa ra chính sách apartheid qua tiền thân của nó là Đảng Quốc gia, đã ngày càng mất tín nhiệm của nhân dân qua các cuộc bầu cử từ năm 1994, và cuối cùng đã giải tán. Đảng này đã lựa chọn hợp nhất với ANC ngày 9 tháng 4 năm 2005. Các đảng chính trị lớn khác có mặt trong Nghị viện gồm Đảng Tự do Inkatha, chủ yếu đại diện cho các cử tri người Zulu, và đảng Những người Dân chủ Độc lập, chiếm 6.97% và 1.7% số phiếu bầu trong cuộc bầu cử năm 2004 và 2006.
Cơ sở chủ yếu của luật pháp Nam Phi là luật thương mại và cá nhân Rôma-Hà Lan cùng Thông luật Anh, ảnh hưởng từ những người định cư Hà Lan và những kẻ thực dân Anh. Luật đầu tiên dựa trên cơ sở châu Âu tại Nam Phi do Công ty Đông Ấn Hà Lan đưa ra và được gọi là Luật Rôma-Hà Lan. Nó được đưa ra trước khi luật châu Âu được đưa vào trong Bộ Luật Napolenon và giống với Luật Scotland ở nhiều khía cạnh. Sau bộ luật này là cả Thông luật và Luật thành văn của Anh Quốc ở thế kỷ XIX. Bắt đầu với sự thống nhất từ năm 1910, Nam Phi có nghị viện riêng của mình và đưa ra những bộ luật riêng biệt cho Nam Phi, được xây dựng trên cơ sở luật pháp trước đó của từng thuộc địa.

### Quan hệ ngoại giao

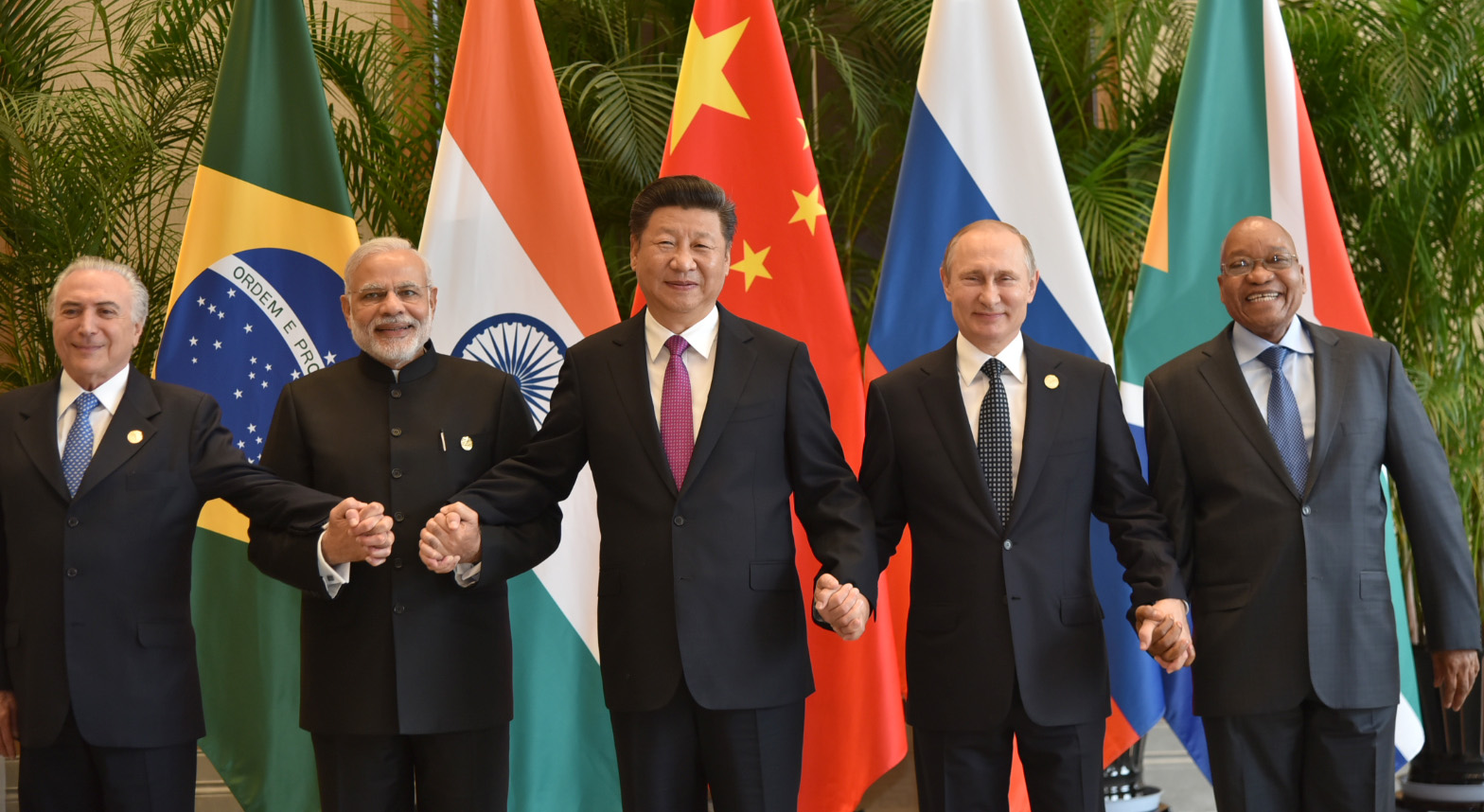
Nguyên thủ các quốc gia BRICS tại Hàng Châu, năm 2016.

Khi còn là Liên minh Nam Phi, quốc gia này là một thành viên sáng lập của Liên Hợp quốc. Sau đó, Thủ tướng Jan Smuts đã viết lời mở đầu cho Hiến chương Liên hợp quốc. Nam Phi là một trong những thành viên sáng lập của Liên minh châu Phi (AU), và có nền kinh tế lớn thứ hai của tất cả các thành viên. Đây cũng là một thành viên sáng lập Đối tác mới của Liên minh châu Phi vì sự phát triển châu Phi (NEPAD).
Nam Phi đã đóng vai trò trung gian trong các cuộc xung đột ở châu Phi trong thập kỷ qua, như Burundi, Cộng hòa Dân chủ Congo, Comoros và Zimbabwe. Sau khi chính sách phân biệt chủng tộc kết thúc, Nam Phi đã được gia nhập vào Khối Thịnh vượng chung quốc gia. Nước này là thành viên của G77 và chủ trì tổ chức vào năm 2006. Nam Phi cũng là thành viên của Cộng đồng Phát triển Nam Phi, Khu vực Hợp tác và Hòa bình Nam Đại Tây Dương, Liên minh Thuế quan Nam Phi, Hệ thống Hiệp ước Nam Cực, Tổ chức Thương mại Thế giới, Quỹ Tiền tệ Quốc tế, G20, G8+5 và Hiệp hội quản lý cảng của Đông và Nam Phi.
Tổng thống Nam Phi Jacob Zuma và Chủ tịch Trung Quốc Hồ Cẩm Đào đã nâng cấp quan hệ song phương giữa hai nước vào ngày 24/8/2010, khi họ ký Hiệp định Bắc Kinh, nâng cao mối quan hệ đối tác chiến lược của Nam Phi với Trung Quốc. trong cả hai vấn đề kinh tế và chính trị, bao gồm tăng cường trao đổi giữa các đảng cầm quyền và cơ quan lập pháp tương ứng. Vào tháng 4 năm 2011, Nam Phi chính thức gia nhập BRICS, được xác định bởi Tổng thống Zuma là đối tác thương mại lớn nhất của đất nước, và cũng là đối tác thương mại lớn nhất với toàn bộ châu Phi. Zuma khẳng định rằng các nước thành viên BRICS cũng sẽ làm việc với nhau thông qua Liên Hợp Quốc, G20 và Diễn đàn Ấn Độ, Brazil và Nam Phi (IBSA).

### Phân cấp hành chính

Tỉnh của Nam Phi

Về mặt hành chính, Nam Phi được chia thành chín tỉnh. Các tỉnh được chia thành 52 quận, gồm 6 khu đô thị và 46 đô thị cấp quận. Các đô thị cấp quận được chia thành 231 địa phương, trong khi các khu đô thị hoạt động như đơn vị cấp quận và địa phương.
| Tỉnh          | Thủ phủ          | Thành phố lớn nhất | Diện tích (km2) | Dân số (2022) |
| ------------- | ---------------- | ------------------ | --------------- | ------------- |
| Đông Cape     | Bhisho           | Gqeberha           | 168,966         | 7,230,204     |
| Free State    | Bloemfontein     | Bloemfontein       | 129,825         | 2,964,412     |
| Gauteng       | Johannesburg     | Johannesburg       | 18,178          | 15,099,422    |
| KwaZulu-Natal | Pietermaritzburg | Durban             | 94,361          | 12,423,907    |
| Limpopo       | Polokwane        | Polokwane          | 125,754         | 6,572,720     |
| Mpumalanga    | Mbombela         | Mbombela           | 76,495          | 5,143,324     |
| Tây Bắc       | Mahikeng         | Klerksdorp         | 104,882         | 3,804,548     |
| Bắc Cape      | Kimberley        | Kimberley          | 372,889         | 1,355,946     |
| Tây Cape      | Cape Town        | Cape Town          | 129,462         | 7,433,019     |

### Quân đội
Lực lượng Quốc phòng Nam Phi là lực lượng vũ trang chính quy của Nam Phi, được thành lập vào năm 1994 trên cơ sở hợp nhất Lực lượng Phòng vệ Nam Phi, các lực lượng vũ trang của các nhóm dân tộc chủ nghĩa châu Phi (uMkhonto we Sizwe và Quân Giải phóng Nhân dân Azania) và các lực lượng phòng vệ Bantustan. Lực lượng Quốc phòng gồm bốn quân chủng Lục quân, Không quân, Hải quân, Quân chủng Quân y với 75.000 quân nhân vào năm 2019. Trong những năm gần đây, Lực lượng Quốc phòng Nam Phi đã trở thành lực lượng gìn giữ hòa bình chính tại châu Phi và đã tham gia vào các hoạt động gìn giữ hòa bình tại Lesotho, Cộng hòa Dân chủ Congo, Burundi cũng như tham gia vào các lực lượng gìn giữ hòa bình Liên Hợp Quốc như Lữ đoàn Can thiệp thuộc Lực lượng Liên Hợp Quốc. Năm 2025, ngân sách quốc phòng của Nam Phi là 3,149 tỷ đô la Mỹ, đạt 0,8% GDP. Đã có đề xuất tăng ngân sách quốc phòng lên 1,5% GDP nhằm đáp ứng nhu cầu hiện đại hóa, tăng cường năng lực và thực hiện các nhiệm vụ an ninh khu vực.
Nam Phi đã tiến hành một chương trình vũ khí hạt nhân trong thập niên 1970 và có thể đã tiến hành một vụ thử hạt nhân trên Đại Tây Dương năm 1979. Từ đó nước này đã từ bỏ chương trình hạt nhân của mình và phá hủy kho vũ khí hạt nhân nhỏ sở hữu, ký kết Hiệp ước Không Phổ biến Vũ khí Hạt nhân năm 1991. Đây là nước châu Phi duy nhất đã phát triển thành công vũ khí hạt nhân.

## Kinh tế

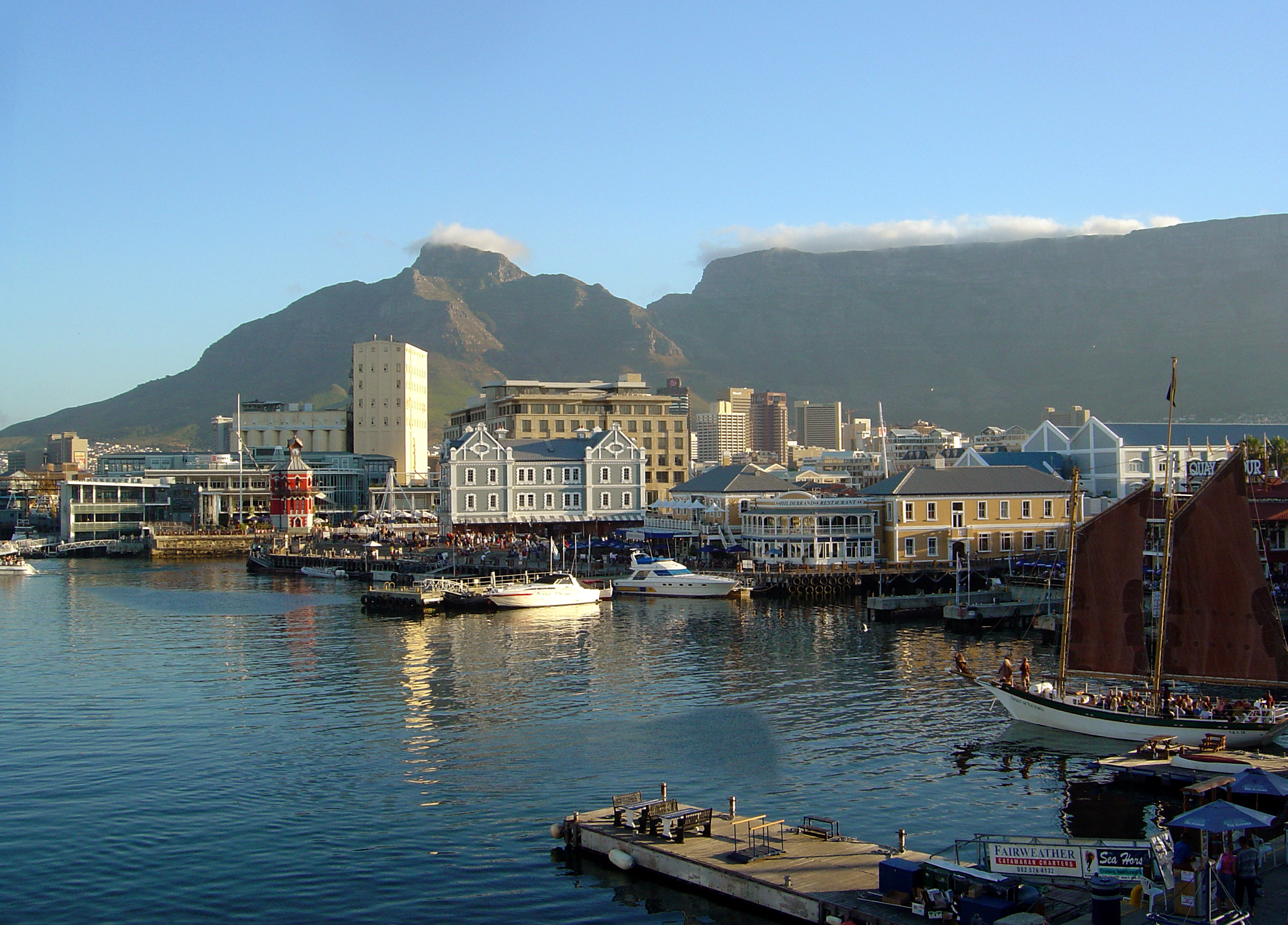
Victoria & Alfred Waterfront tại Cape Town với Núi Table ở phía sau. Cape Town đã trở thành một trung tâm bán lẻ và du lịch quan trọng của đất nước, và thu hút số lượng khách du lịch lớn nhất tại Nam Phi

Theo xếp hạng của Liên hiệp quốc, Nam Phi là quốc gia có mức thu nhập loại trung bình và sở hữu nhiều nguồn tài nguyên thiên nhiên; tài chính, truyền thông và năng lượng rất phát triển, thị trường chứng khoán xếp hạng nằm trong tốp 20 của thế giới. Nam Phi có một cơ sở hạ tầng hiện đại hỗ trợ phân phối hàng hóa hiệu quả, tăng trưởng kinh tế cao, tỷ lệ thất nghiệp thấp, phân cách giàu nghèo đang gia tăng. Tổng sản phẩm quốc nội (GDP) trên đầu người của Nam Phi, tính theo sức mua tương đương, đặt nước này vào vị trí một trong năm mươi nước giàu nhất thế giới
Theo nhiều phương diện, Nam Phi là một nước phát triển; tuy nhiên, sự phát triển này chủ yếu tập trung quanh bốn vùng là Cape Town, Port Elizabeth, Durban, và Pretoria/Johannesburg. Ngoài bốn trung tâm kinh tế đó, sự phát triển rất ít thấy và tình trạng nghèo khổ vẫn hiện diện dù đã có những nỗ lực của chính phủ. Tuy nhiên, các vùng đệm quan trọng gần đây đã có những bước phát triển nhanh chóng. Như các vùng: Vịnh Mossel tới Vịnh Plettenberg; vùng Rustenburg; vùng Nelspruit; Bloemfontein; Bờ biển Cape West; KZN North Coast.
Hố sâu thu nhập và một nền kinh tế đối ngẫu cho thấy Nam Phi là một nước phát triển. Nam Phi có một trong những tỷ lệ bất bình đẳng thu nhập cao nhất thế giới. Một thập kỷ tăng trưởng kinh tế liên tục đã giúp giảm tình trạng thất nghiệp, nhưng các vấn đề kinh tế vẫn còn đó. Các vấn đề khác gồm tội phạm, tham nhũng và HIV/AIDS.
Bắt đầu từ năm 2000, Tổng thống Thabo Mbeki đã tập trung cho mục tiêu tăng trưởng kinh tế và thu hút đầu tư nước ngoài bằng cách giảm bớt các hạn chế của luật lao động, đẩy nhanh quá trình tư nhân hoá, và cắt giảm những khoản chi tiêu không cần thiết của chính phủ. Các chính sách của ông gặp phải sự phản đối mạnh mẽ từ phía các công đoàn. Nam Phi cũng là nước sản xuất và tiêu thụ năng lượng lớn nhất châu Phi.
Đồng rand Nam Phi, đồng tiền tệ thị trường hoạt động nhất thế giới, đã gia nhập câu lạc bộ mười lăm đồng tiền tệ được ưa thích, hệ thống Thanh toán kết nối liên tục (CLS), nơi các giao dịch được giải quyết lập tức, làm giảm nguy cơ giao dịch xuyên múi giờ. Theo Bloomberg Currency Scorecard, đồng rand Nam Phi (ZAR) là đồng tiền tệ hoạt động tốt nhất trước đồng dollar Mỹ trong giai đoạn 2002 - 2005.
Sự biến đổi nhanh của đồng rand đã ảnh hưởng tới hoạt động kinh tế, với sự sụt giá mạnh của nó trong năm 2001, rơi xuống mức thấp kỷ lục R13.85 trên dollar Mỹ, làm dấy lên những lo ngại lạm phát, và buộc Ngân hàng Dự trữ Quốc gia phải tăng tỷ lệ lãi suất. Từ thời điểm đó đồng rand đã phục hồi, đạt mức R6.99 trên dollar Mỹ ở thời điểm tháng 1 năm 2007 trong khi chính sách của Ngân hàng Dự trữ Quốc gia Nam Phi về lạm phát với đã hoàn thành mục tiêu đưa lạm phát về mức kiểm soát được. Tuy nhiên, đồng rand càng mạnh càng gây nhiều sức ép lên những nhà xuất khẩu, và nhiều người hiện kêu gọi chính phủ can thiệp vào tỷ lệ trao đổi giúp giảm giá đồng rand.
Người tị nạn từ các quốc gia nghèo láng giềng cộng với dòng người nhập cư từ Cộng hòa Dân chủ Congo, Mozambique, Zimbabwe, Malawi và nhiều nước khác đang là một vấn đề với Nam Phi. Với tỷ lệ thất nghiệp cao trong cộng đồng người nghèo Nam Phi, tình trạng bài ngoại là một mối lo ngại rất hiện thực và nhiều người sinh tại Nam Phi cảm thấy bực bội với những người nhập cư được coi là nguyên nhân khiến nhiều người Nam Phi bị mất việc vì người nhập cư nhận đồng lương thấp hơn công dân Nam Phi, đặc biệt trong ngành công nghiệp xây dựng, du lịch, nông nghiệp và dịch vụ trong nước. Những người nhập cư bất hợp pháp cũng tham gia tích cực vào thị trường chợ đen. Tuy nhiên, nhiều người nhập cư tới Nam Phi vẫn tiếp tục sống trong tình trạng nghèo khổ, và chính sách nhập cư của Nam Phi dần trở lên chặt chẽ từ năm 1994.

### Nông nghiệp

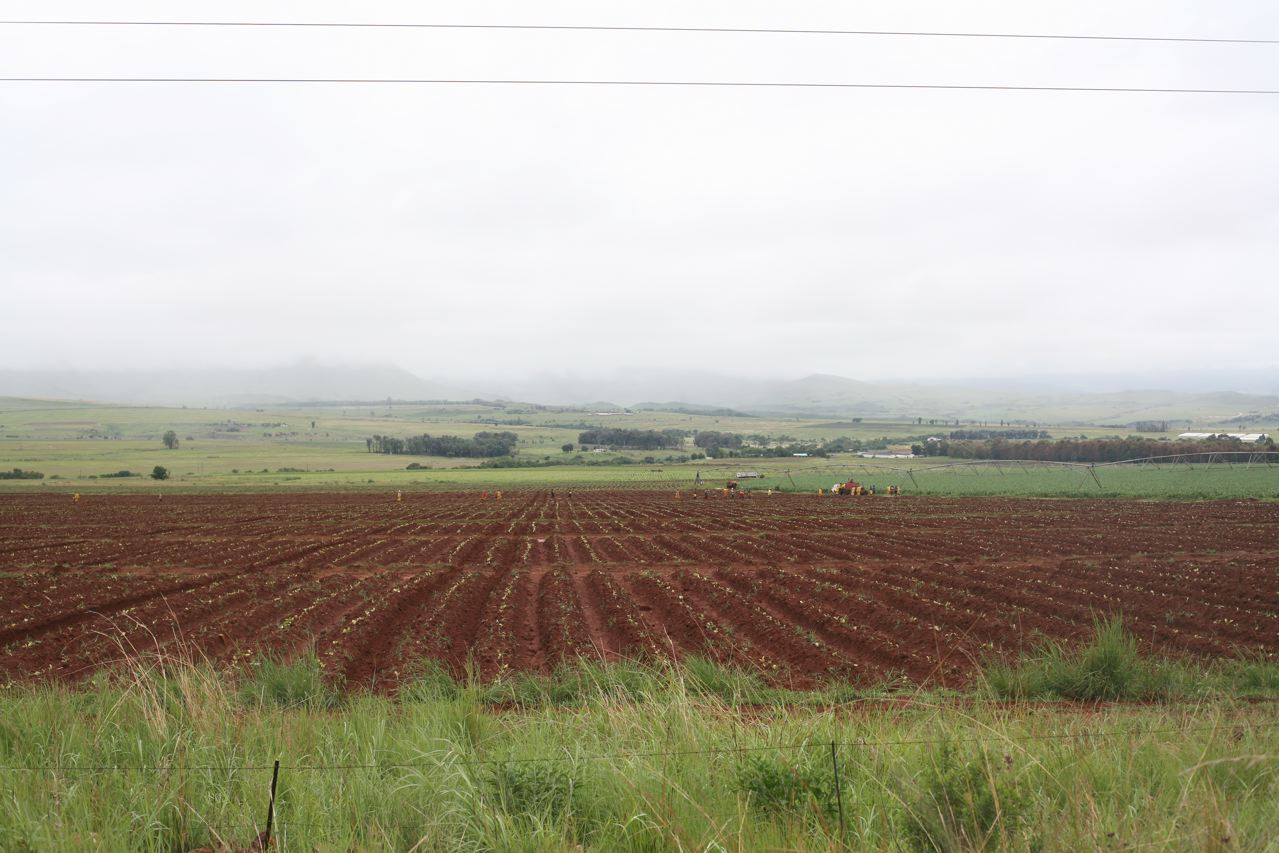
Người lao động làm việc trên một nông trại ở vùng trung tâm Mpumalanga.

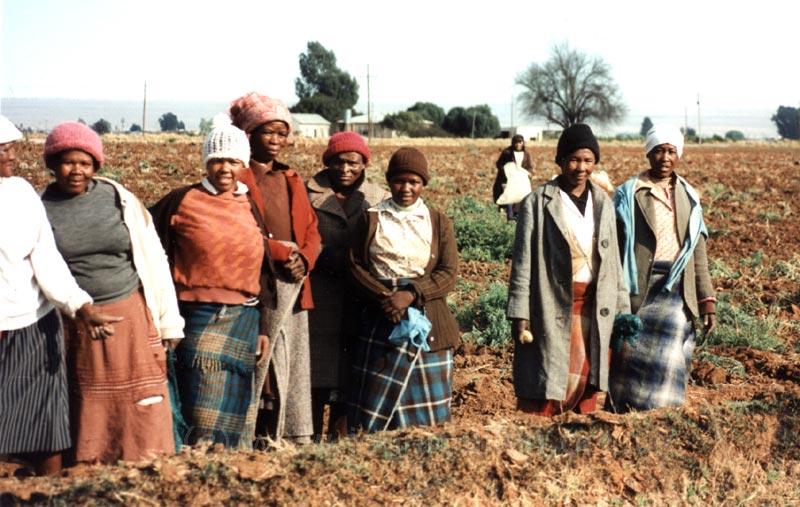
Người nông dân trên nông trại.

Nam Phi có lĩnh vực nông nghiệp rộng lớn và là nhà xuất khẩu các sản phẩm trang trại lớn. Có tới hàng ngàn hợp tác xã nông nghiệp và doanh nghiệp nông nghiệp trên khắp đất nước, và những mặt hàng xuất khẩu nông nghiệp chiếm 8% tổng xuất khẩu Nam Phi trong năm năm qua. Công nghiệp nông nghiệp chiếm khoảng 10% nhân công chính thức, khá thấp so với những khu vực khác tại châu Phi, cũng như cung cấp việc làm cho những lao động bán thời gian và đóng góp khoảng 2.6% Tổng sản phẩm quốc nội cho quốc gia. Tuy nhiên, vì đất đai khô cằn, chỉ 13.5% diện tích có thể sử dụng cho trồng cấy, và chỉ 3% được coi là đất có nhiều tiềm năng.
Dù lĩnh vực trang trại thương mại khá phát triển, người dân tại một số vùng nông thôn vẫn sống nhờ nông nghiệp. Đây là nước sản xuất rượu lớn thứ tám thế giới, và thứ mười một về hạt hướng dương. Nam Phi là nhà xuất khẩu lớn các sản phẩm nông nghiệp và thực phẩm, các mặt hàng có giá trị xuất khẩu lớn nhất gồm đường ăn, nho, chanh, đào, rượu và các loại hoa quả. Loại ngũ cốc được sản xuất nhiều nhất tại Nam Phi là ngô, và ước tính hàng năm 9 triệu tấn được chế tạo, và 7.4 tấn được tiêu thụ. Thú nuôi cũng phổ biến tại các trang trại Nam Phi, nước này sản xuất ra 85% tất cả các loại thịt được tiêu thụ. Ngành công nghiệp chế biến sữa gồm khoảng 4.300 nhà sản xuất sữa cung cấp việc làm cho 60.000 công nhân trang trại và mang lại sinh kế cho khoảng 40.000 người khác.
Trong những năm gần đây, lĩnh vực nông nghiệp đã trải qua nhiều cải cách, một số chúng gây nhiều tranh cãi, như cải cách ruộng đất và bãi bỏ quy định thị trường cho các sản phẩm nông nghiệp. Cải cách ruộng đất bị cả các nhóm nông dân và những người công nhân làm thuê không ruộng đất chỉ trích, những người không ruộng đất cho rằng sự thay đổi chưa đủ mạnh, những người sở hữu ruộng đất cho rằng đó là cách đối xử phân biệt chủng tộc và thể hiện lo ngại tình trạng tương tự như chính sách cải cách ruộng đất Zimbabwe có thể sẽ diễn ra, một mối lo ngại càng gia tăng sau những lời bình luận của phó tổng thống nước này. Lĩnh vực này vẫn phải tiếp tục đương đầu với nhiều vấn đề, sự cạnh tranh ngày càng tăng từ nước ngoài và tình trạng tội phạm là hai thách thức nghiêm trọng nhất. Chính phủ đã bị cáo buộc không cung cấp đầy đủ thời gian và tiền bạc để giải quyết vấn đề những cuộc tấn công trang trại như với những dạng thức tội phạm khác.
Một vấn đề khác ảnh hưởng tới nông nghiệp Nam Phi là những thiệt hại về môi trường do sự sử dụng không đúng đắn đất đai và sự thay đổi khí hậu toàn cầu. Nam Phi dễ bị tổn thương vì sự thay đổi khí hậu và kết quả chính là tình trạng giảm sút nguồn nước bề mặt. Một số dự đoán cho thấy nguồn cấp nước bề mặt sẽ giảm 60% năm 2070 ở nhiều vùng thuộc Tây Cape. Để đảo ngược những thiệt hại do sự quản lý đất đai sai lầm, chính phủ đã ủng hộ một kế hoạch khuyến khích phát triển bền vững và sử dụng các nguồn tài nguyên thiên nhiên hợp lý.
Phong trào những người không có đất là một diễn biến độc lập ở Nam Phi. Nó bao gồm những nông dân và người sống trong những chiếc lán tạm bợ thuộc những khu định cư trong thành phố..Phong trào những người không có đất tẩy chay cuộc bầu cử nghị viện và có một lịch sử trước đó về vấn đề xung đột với các Quốc Hội thuộc cái quốc gia Châu Phi. Phong trào những người không có đất có liên quan đến thuật ngữ "Via Campesina" một cách quốc tế, và chi nhánh của nó ở Johannesburg đã thành lập Liên minh những người nghèo khổ tại Nam Phi.

## Nhân khẩu
- <1 /km2
- 1–3 /km2
- 3–10 /km2
- 10–30 /km2
- 30–100 /km2
- 100–300 /km2
- 300–1000 /km2
- 1000–3000 /km2
- >3000 /km2

Mật độ dân số của Nam Phi

Nam Phi là một quốc gia đa văn hóa, đa ngôn ngữ, đa tôn giáo. Năm 2022, dân số của Nam Phi ước tính là 62 triệu người. Năm 1950, dân số của Nam phi là 13,6 triệu người. Ngoài ra, ước tính có năm triệu người nhập cư bất hợp pháp đang sinh sống tại Nam Phi bao gồm ba triệu người Zimbabwe.

### Dân tộc và chủng tộc
Theo kết quả điều tra dân số năm 2022, 81% dân số của Nam phi là người Bantu, 8,2% là người da màu, 7,3% là người da trắng, 2,7% là người gốc Ấn và 0,5% là dân tộc khác hoặc không xác định dân tộc. Người da trắng từng chiếm 22% dân số vào năm 1911 nhưng đã giảm xuống 16% vào năm 1980.
Đa số dân cư tự xếp loại mình là người châu Phi hay người da đen, nhưng về văn hóa hay ngôn ngữ không có sự đồng nhất. Các nhóm sắc tộc chính gồm Zulu, Xhosa, Basotho (Nam Sotho), Bapedi (Bắc Sotho), Venda, Tswana, Tsonga, Swazi và Ndebele, tất cả các nhóm đó đều sử dụng các ngôn ngữ Bantu (xem Các sắc tộc Bantu tại Nam Phi).
Một số sắc tộc, như Zulu, Xhosa, Bapedi và các nhóm Venda, là duy nhất chỉ hiện diện tại Nam Phi. Các nhóm khác sinh sống tại cả các quốc gia láng giềng khác: nhóm Basotho cũng là một nhóm sắc tộc lớn tại Lesotho. Nhóm thiểu số Tswana chiếm đa số dân cư của Botswana. Nhóm sắc tộc Swazi là nhóm chính tại Eswatini. Nhóm Ndebele cũng hiện diện tại Matabeleland ở Zimbabwe, nơi họ được gọi là người Matabele. Tuy nhiên, những nhóm sắc tộc Ndebele đó trên thực tế là người Zulu bởi họ nói tiếng Zulu và là con cháu của một nhóm chiến binh Mzilikazi đã bỏ trốn khỏi sự ngược đãi của Shaka khi di cư tới vùng đất hiện tại của họ. Nhóm sắc tộc Tsonga cũng có mặt ở miền nam Mozambique, nơi họ được gọi là Shangaan.
Dân cư da trắng chủ yếu là con cháu của những người di cư thời thuộc địa: Hà Lan, Đức, Pháp Huguenot, và Anh. Về mặt văn hóa và ngôn ngữ, họ được chia thành nhóm người Hà Lan Nam Phi, nói tiếng Hà Lan Nam Phi, và các nhóm nói tiếng Anh, nhiều người trong số họ là con cháu của những người Anh di cư (xem Người Anh châu Phi). Nhiều cộng đồng nhỏ đã di cư tới đây trong thế kỷ qua vẫn giữ ngôn ngữ của họ. Người da trắng đang giảm sút bởi tỷ lệ sinh thấp và tình trạng di cư; một nguyên nhân dẫn tới quyết định ra đi của họ có thể là tỷ lệ tội phạm cao và các chính sách hành động khẳng định (affirmative action) của chính phủ. Trong thập kỷ đầu tiên sau khi đảng Đại hội Dân tộc Phi (ANC) lên nắm quyền, một triệu người da trắng đã bỏ nước ra đi 
Thuật ngữ "Người da màu" vẫn được sử dụng nhiều để chỉ những người lai con cháu của những nô lệ được mua về từ Đông và Trung Phi, người bản xứ Khoisan những người đã sống tại Cape ở thời điểm đó, những người da đen châu Phi bản xứ, người da trắng (chủ yếu là người Hà Lan/người Hà Lan Nam Phi và những người định cư Anh) cũng như sự lai tạp giữa người Nhật, Malay, Ấn Độ, Malagasy và những nhóm người Âu khác (như người Bồ Đào Nha) và người có dòng máu châu Á (như Miến Điện). Đa số họ nói tiếng Hà Lan Nam Phi. Khoisan là thuật ngữ dùng để miêu tả hai nhóm riêng biệt, về hình thể giống nhau ở chỗ họ cùng có nước da sáng và nhỏ người. Người Khoikhoi, những người từng được người Châu âu gọi là Hottentots, là những chủ trại chăn nuôi và đã bị tiêu diệt gần như hoàn toàn; người San, được người châu Âu gọi là thổ dân, là những người săn bắn hái lượm. Bên trong cái hiện được gọi là cộng đồng da màu, những người nhập cư gần đây hơn cũng có mặt: người da màu từ Rhodesia cũ (hiện là Zimbabwe) và Namibia và những người nhập cư có dòng máu lai từ Ấn Độ và Myanma (Anh-Ấn/Anh-Miến) những người đã được chào đón tới Cape khi Ấn Độ và Miến Điện giành lại độc lập.
Đa phần dân cư người Châu Á tại nước này có nguồn gốc Ấn Độ (xem người Ấn Độ Nam Phi), nhiều người trong số họ là con cháu của những lao động giao kèo được đưa tới đây từ thế kỷ mười chín để làm việc trên những cánh đồng mía vùng bờ biển phía đông khi ấy còn được gọi là Natal. Cũng có một nhóm khá đông người Trung Quốc Nam Phi (xấp xỉ 100.000 người) và người Việt Nam Nam Phi (xấp xỉ 50.000 người).

### Y tế
Năm 2009, tuổi thọ trung bình tại Nam Phi là 71 tuổi đối với người da trắng và 48 tuổi đối với người da đen. Tổng số chi tiêu về y tế của Nam Phi đạt 9% GDP vào năm 2013. 84% dân số phụ thuộc vào hệ thống y tế công lập thiếu nhân lực, nguồn lực, trong khi 20% dân số sử dụng các dịch vụ y tế tư nhân.

#### HIV/AIDS

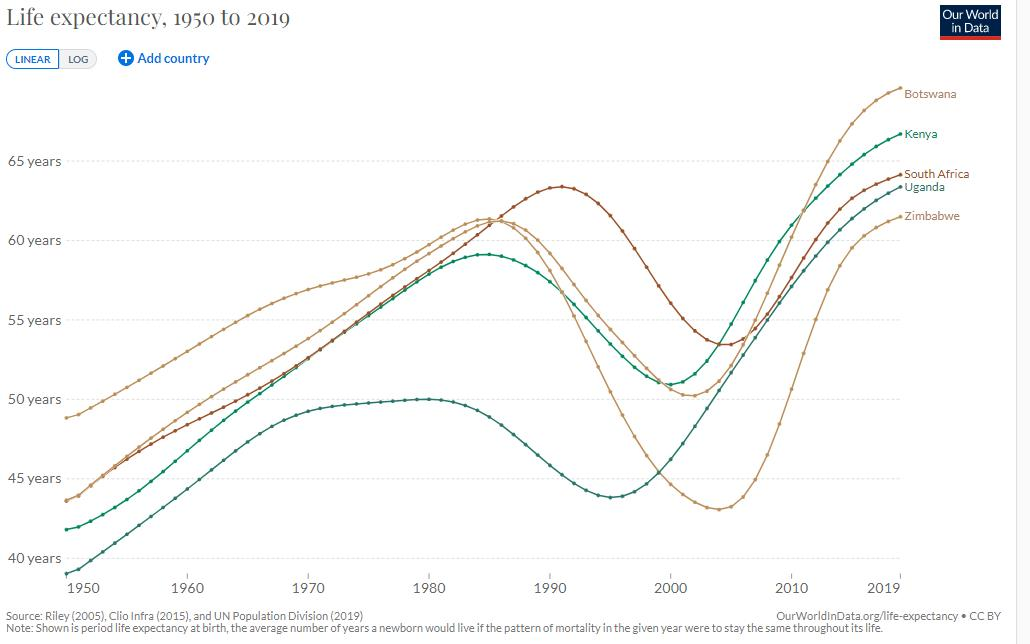
Tuổi thọ trung bình tại một số quốc gia châu Phi, 1950–2019..

Theo báo cáo của Chương trình phối hợp của Liên Hợp Quốc về HIV/AIDS, Nam Phi ước tính có bảy triệu người mắc HIV vào năm 2015 – nhiều hơn bất cứ quốc gia nào khác trên thế giới. Năm 2018, tỷ lệ người nhiễm HIV từ 15–49 tuổi đạt 20,4% và 71.000 người tử vong vì biến chứng liên quan đến AIDS.
Như nhiều quốc gia châu Phi khác, sự lan tràn của AIDS là một vấn đề đáng báo động tại Nam Phi với 31% số phụ nữ có thai bị phát hiện nhiễm HIV năm 2005 và tỷ lệ nhiễm trong người trưởng thành ước tính 20%. Sự liên quan giữa HIV, một loại virus truyền chủ yếu qua con đường quan hệ tình dục, và AIDS từ lâu đã bị tổng thống và bộ trưởng y tế bác bỏ, họ nhấn mạnh rằng nhiều trường hợp tử vong trong nước do nguyên nhân thiếu dinh dưỡng, và vì thế do tình trạng nghèo khổ, chứ không phải do HIV. Gần đây, sau nhiều lần trì hoãn, chính phủ đã cung cấp những nguồn tài nguyên cần thiết để chiến đấu với dịch bệnh này.
AIDS ảnh hưởng chủ yếu tới những người thường xuyên có quan hệ tình dục, có nghĩa là nhân khẩu học quốc gia này đang thay đổi chậm. Đa số trường hợp tử vong là những người đang ở độ tuổi lao động, dẫn tới tình trạng nhiều gia đình mất đi nguồn thu nhập chính. Điều này đưa đến tình trạng các 'trẻ mồ côi AIDS' trong nhiều trường hợp phải sống dựa vào sự chăm sóc và tài chính từ chính phủ. Ước tính có 1.100.000 trẻ mồ côi tại Nam Phi. Nhiều người già cũng mất sự hỗ trợ từ các thành viên trẻ trong gia đình.
Sở Y tế tuyên bố ngày 25 tháng 4 năm 2007 rằng đã có sự sụt giảm đáng kể tới 65% số ca mắc bệnh sốt rét trong nước. Số lượng tử vong vì căn bệnh này giảm 73%.

### Tôn giáo
| Tôn giáo tại Nam Phi (2010) | Tôn giáo tại Nam Phi (2010) | Tôn giáo tại Nam Phi (2010) | Tôn giáo tại Nam Phi (2010) | Tôn giáo tại Nam Phi (2010) |
| --------------------------- | --------------------------- | --------------------------- | --------------------------- | --------------------------- |
| tôn giáo                    | tôn giáo                    |                             | tỷ lệ                       | tỷ lệ                       |
| Tin lành                    | Tin lành                    |                             | 73.2%                       | 73.2%                       |
| Không tôn giáo              | Không tôn giáo              |                             | 14.9%                       | 14.9%                       |
| Công giáo Roma              | Công giáo Roma              |                             | 7.4%                        | 7.4%                        |
| Hồi giáo                    | Hồi giáo                    |                             | 1.7%                        | 1.7%                        |
| Hindu                       | Hindu                       |                             | 1.1%                        | 1.1%                        |
| Phật giáo                   | Phật giáo                   |                             | 0.5%                        | 0.5%                        |
| Khác                        | Khác                        |                             | 1.7%                        | 1.7%                        |

Theo cuộc điều tra dân số mới nhất năm 2001, tín đồ Thiên chúa giáo chiếm 79.7% dân số. Con số này gồm Thiên chúa giáo Zion 11.1%, Trào lưu chính thống (Charismatic) 8.2%, Cơ đốc giáo 7.1%, Hội giám lý 6.8%, Cải cách Hà Lan 6.7%, Giáo phái Anh 3.8%, và nhánh Thiên chúa giáo khác 36%. Hồi Giáo chiếm 1.5% dân số, 15.1% không theo tôn giáo nào, 2.3% khác và 1.4% không được xếp hạng.
Nhà thờ Bản xứ Nam Phi là những nhóm Thiên chúa giáo lớn nhất. Mọi người cho rằng nhiều người trong số những người tự cho là không theo tôn giáo nào có tham gia các tôn giáo bản xứ truyền thống. Nhiều người theo cả Thiên chúa giáo và các tôn giáo bản xứ truyền thống.
Hồi giáo tại Nam Phi có thể xuất hiện từ trước thời thuộc địa, và không có liên quan với những thương nhân Ả Rập và Đông Phi. Nhiều người Hồi giáo Nam Phi được miêu tả là người da màu, chủ yếu tập trung tại Tây Cape, gồm cả những người có tổ tiên là những nô lệ tới từ quần đảo Indonesia (Cape Malays). Những người khác được cho là người Ấn Độ, chủ yếu tại Kwazulu-Natal, gồm cả những người có tổ tiên là những thương nhân tới từ Nam Á; nhóm này còn gồm những người khác từ khắp nơi trên lục địa Châu Phi cũng như những người da trắng, da đen cải đạo. Có một vài ngôi chùa Phật giáo tại Nam Phi, đa số là các ngôi chùa Trung Hoa, mà nổi tiếng nhất là Fo Guang Shang Nan Hoa Temple, nằm trong khu phố của những người Hoa định cư tại đó

### Ngôn ngữ
- Tiếng Zulu (24.4%)
- Tiếng Xhosa (16.0%)
- ⁠Tiếng Afrikaans (13.5%)
- Tiếng Anh Nam Phi (9.6%)
- Tiếng Pedi (9.1%)
- Tiếng Tswana (8.0%)
- Tiếng Sotho (7.6%)
- Tiếng Tsonga (4.5%)
- Tiếng Swazi (2.5%)
- Tiếng Venda (2.4%)
- Tiếng Nam Ndebele (2.1%)
- Không có ngôn ngữ chính
- Khu vực thưa dân hoặc không có dân số

Nam Phi có 11 ngôn ngữ chính thức: Tiếng Afrikaans, Tiếng Anh, Ndebele, Bắc Sotho, Nam Sotho, Swati, Tsonga, Tswana, Venda, Xhosa và Zulu. Về số lượng nước này chỉ đứng sau Ấn Độ. Tuy trên lý thuyết các ngôn ngữ đều tương đương nhau, một số ngôn ngữ có số người sử dụng đông hơn.
Theo cuộc điều tra dân số quốc gia năm 1996, ba ngôn ngữ được sử dụng nhiều nhất tại gia đình là Zulu (9.2 triệu), Xhosa (7.2 triệu) và Tiếng Afrikaans (5.8 triệu). Ba ngôn ngữ được dùng tại gia đình như ngôn ngữ thứ hai là tiếng Anh (2.2 triệu), tiếng Hà Lan Nam Phi (1.1 triệu) và Zulu (0.5 triệu). Bốn ngôn ngữ được dùng nhiều nhất tại gia đình là Zulu (9.8 triệu), Xhosa (7.5 triệu), tiếng Hà Lan Nam Phi (6.9 triệu) và tiếng Anh (5.7 triệu). Cuộc điều tra dân số năm 1996 không lấy thông tin về các ngôn ngữ được sử dụng bên ngoài gia đình.
Có mười một tên chính thức để gọi Nam Phi, mỗi tên theo một ngôn ngữ chính thức quốc gia.
Nước này cũng công nhận tám ngôn ngữ không chính thức: Fanagalo, Khoe, Lobedu, Nama, Miền Bắc Ndebele, Phuthi, San và Ngôn ngữ Ký hiệu Nam Phi. Những ngôn ngữ không chính thức này có thể được sử dụng chính thức trong một số thời điểm ở một số vùng hạn chế nơi đã được xác nhận rằng chúng chiếm ưu thế. Tuy thế, số dân sử dụng ngôn ngữ này chưa đủ lớn để được công nhận là ngôn ngữ chính thức quốc gia.
Nhiều trong số "ngôn ngữ không chính thức" của người San và Khoikhoi chứa những thổ ngữ vùng kéo dài tới tận Namibia và Botswana, và nước khác. Những sắc tộc đó, về mặt thể chất có khác biệt với người châu Phi, có nền văn hóa riêng dựa trên các cơ cấu xã hội săn bắn hái lượm. Họ sống khá cách biệt, và nhiều ngôn ngữ đang gặp nguy cơ tuyệt chủng.
Nhiều người da trắng Nam Phi cũng sử dụng các ngôn ngữ Châu Âu khác, như tiếng Bồ Đào Nha (cũng được người da đen Angola và Mozambique sử dụng), tiếng Đức, và tiếng Hy Lạp, tuy nhiều người châu Á và Ấn Độ tại Nam Phi sử dụng các ngôn ngữ Nam Á, như Telugu, Hindi, Gujarat và Tamil.

### Giáo dục

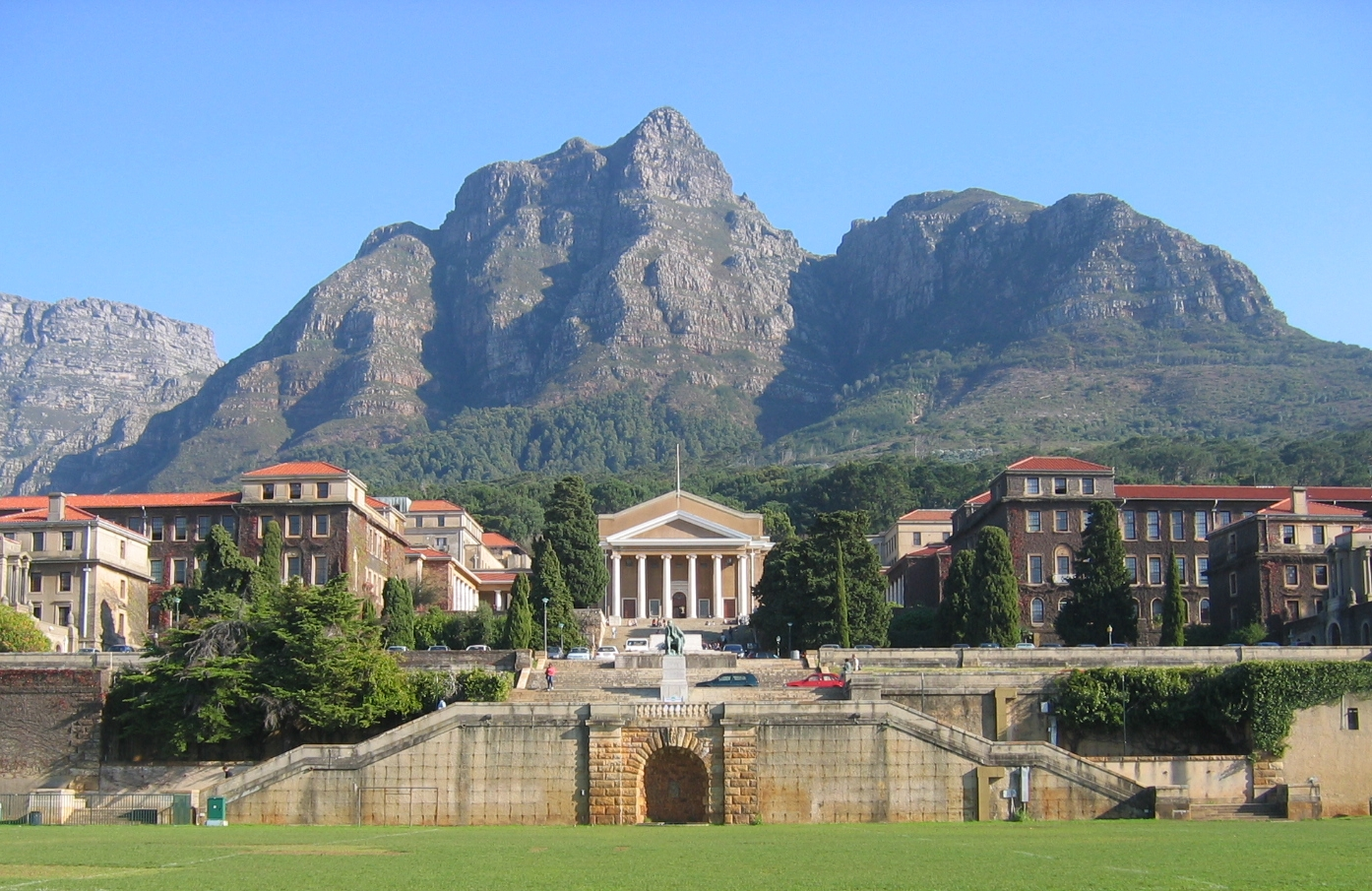
Đại học Cape Town

Năm 2025, tỷ lệ biết chữ của Nam Phi đạt 95%, là tỷ lệ biết chữ cao thứ hai ở châu Phi, sau Seychelles.

### Tội phạm
Tội phạm tiếp tục là một vấn đề lớn tại Nam Phi. Theo một cuộc điều tra cho giai đoạn 1998–2000 do Liên hiệp quốc tiến hành, Nam Phi được xếp hạng thứ hai về các vụ tấn công và giết người (bằng tất cả phương tiện) trên đầu người, ngoài ra nước này cũng bị xếp hạng thứ hai về các vụ hãm hiếp và số một về số vụ hãm hiếp trên đầu người. Tổng tội phạm trên đầu người đứng thứ mười trên tổng số sáu mươi quốc gia được nghiên cứu. Vì thế tình trạng tội phạm đã có ảnh hưởng trên xã hội: nhiều người giàu có tại Nam Phi đã chuyển vào sống tại các khu an ninh cao, rời những quận kinh doanh tại một số thành phố có tỷ lệ tội phạm cao. Hiệu ứng này thấy rõ nhất tại Johannesburg, dù khuynh hướng này cũng dễ dàng nhận thấy tại các thành phố khác. Nhiều người di cư khỏi Nam Phi cũng bình luận rằng tội ác là một lý do chính thúc đẩy họ ra đi. Tội ác chống lại cộng đồng nông dân tiếp tục là một vấn đề lớn.

## Văn hoá

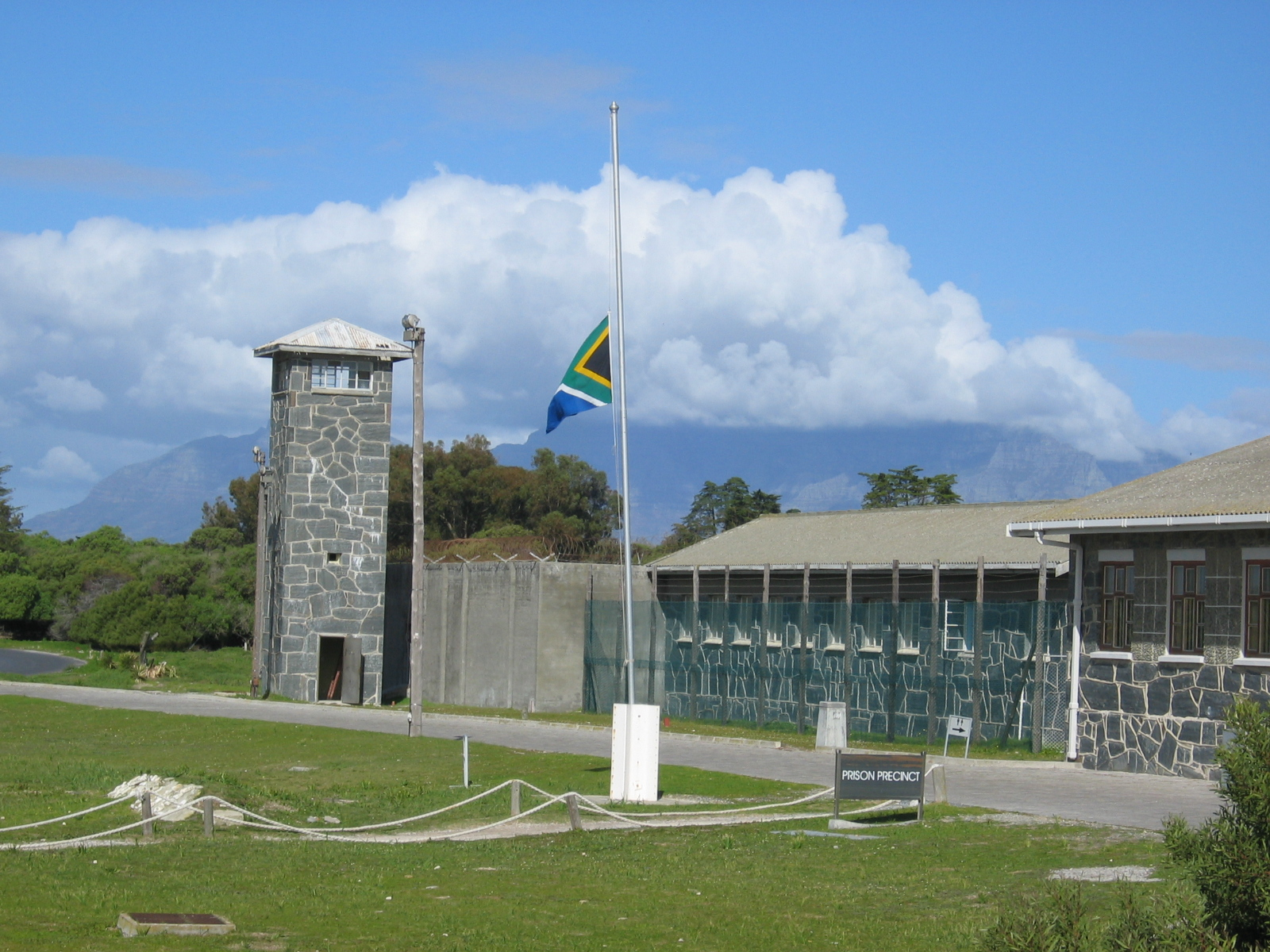
Nhà tù trên Đảo Robben, nơi giam giữ nhiều chiến sĩ chống chủ nghĩa apartheid gồm cả Nelson Mandela, người đã bị giam tại đây mười tám năm. Đảo Robben hiện là một Địa điểm di sản thế giới của UNESCO

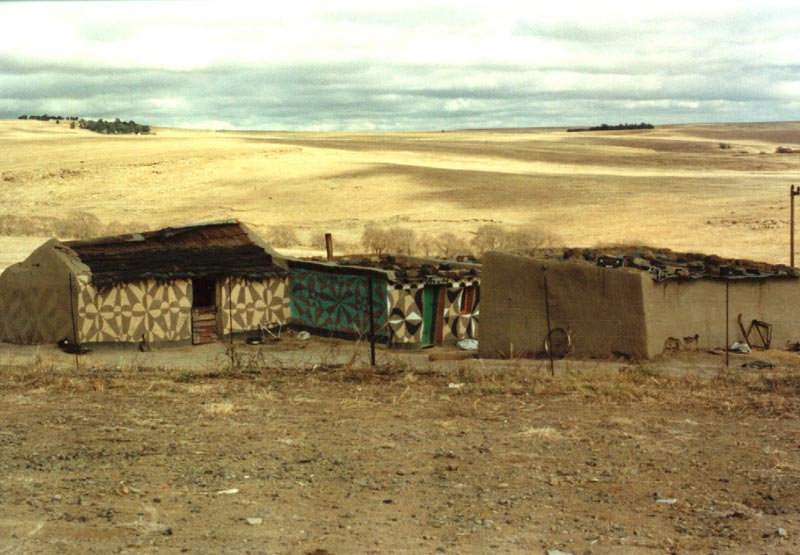
Nhà trang trí, Núi Drakensberg

Có thể cho rằng không chỉ có "một" nền văn hóa tại Nam Phi vì sự đa dạng sắc tộc của nó. Ngày nay, sự đa dạng thực phẩm từ nhiều nền văn hóa được nhiều người thưởng thức, đặc biệt là những khách du lịch muốn khám phá sự phong phú trong ẩm thực Nam Phi. Ngoài thực phẩm, âm nhạc và nhảy múa cũng là đặc điểm nổi bật.
Ẩm thực Nam Phi sử dụng chủ yếu nguyên liệu thịt và sở hữu một món ăn đặc trưng riêng của xã hội Nam Phi trong những dịp lễ lạt được gọi là braai, hay thịt nướng. Nam Phi cũng đã phát triển trở thành một quốc gia sản xuất rượu lớn, với một số vườn nho thuộc loại tốt tại các thung lũng quanh Stellenbosch, Franschoek, Paarl và Barrydale.
Nam Phi sở hữu nhiều phong cách âm nhạc. Nhiều nhạc công da đen biểu diễn bằng tiếng Hà Lan Nam Phi hay tiếng Anh trong thời kỳ apartheid đã chuyển sang sử dụng các ngôn ngữ châu Phi truyền thống, và phát triển một phong cách âm nhạc riêng biệt được gọi là Kwaito. Một người đáng chú ý là Brenda Fassie với bài hát "Weekend Special", biểu diễn bằng tiếng Anh. Nhiều nhạc công truyền thống gồm Ladysmith Black Mambazo, còn Soweto String Quartet trình diễn nhạc cổ điển với hương vị châu Phi. Các ca sĩ da trắng và da màu Nam Phi theo truyền thống thường có ảnh hưởng từ các phong cách âm nhạc châu Âu gồm cả ban nhạc metal phương Tây như Seether. Âm nhạc sử dụng tiếng Hà Lan Nam Phi có nhiều kiểu, như hiện đại với Steve Hofmeyr và punk rock với ban nhạc Fokofpolisiekar. Các nghệ sĩ đa phong cách như Johnny Clegg và các ban nhạc Juluka, Savuka đã đạt nhiều thành công trong nước và tại nước ngoài.
Cộng đồng đa số người da đen trong nước với số lượng đông đảo tại các vùng nông thôn chủ yếu vẫn sống trong cảnh nghèo khổ. Tuy nhiên, chính trong những cộng đồng này, các truyền thống văn hóa đang tồn tại mạnh mẽ nhất; bởi những người da đen cũng đang trải quá quá trình đô thị hoá và tây Phương hoá ngày càng nhanh, nhiều nét văn hóa truyền thống đang mai một. Những người da đen sống tại đô thị thường sử dung tiếng Anh hay tiếng Hà Lan Nam Phi ngoài tiếng mẹ đẻ của họ. Có những nhóm nhỏ hơn nhưng vẫn rất đáng chú ý những người sử dụng các ngôn ngữ Khoisan, tuy không phải là ngôn ngữ chính thức, nhưng cũng được xếp hạng là một trong tám ngôn ngữ không chính thức. Có các nhóm nhỏ khác sử dụng các ngôn ngữ đang gặp nguy hiểm, đa số chúng thuộc ngữ hệ Khoi-San, và không được chính thức ghi nhận; tuy nhiên, một số nhóm ngôn ngữ bên trong Nam Phi đang tìm cách phổ biến sự sử dụng ngôn ngữ đó giúp chúng tồn tại.
Phong cách sống của tầng lớp trung lưu, chủ yếu là thiểu số người da trắng nhưng số lượng người da đen, người da màu và người Ấn Độ thuộc tầng lớp này cũng đáng kể, tương tự nhau về nhiều phương diện với tầng lớp trung lưu tại Tây Âu, Bắc Mỹ và Australasia. Các thành viên tầng lớp trung lưu thường học tập và làm việc tại nước ngoài để có cơ hội tiếp cận sâu hơn với các thị trường thế giới.
Dù tình trạng phân biệt chủng tộc rất sâu sắc thời chế độ apartheid, người da màu thường có xu hướng tiếp cận văn hóa da trắng Nam Phi hơn là văn hóa da đen Nam Phi, đặc biệt là những người da màu nói tiếng Hà Lan Nam Phi, những người mà ngôn ngữ và đức tin tôn giáo của họ tương đồng hay đồng nhất với những người Nam Phi gốc Hà Lan. Những ngoại lệ là những người da màu và các dòng họ đã trực tiếp tham gia vào cuộc đấu tranh chống chủ nghĩa apartheid và muốn được gọi là người da đen. Những trường hợp đó thường chỉ chiếm thiểu số.
người châu Á, chủ yếu có nguồn gốc Ấn Độ, gìn giữ di sản văn hoá, ngôn ngữ và tôn giáo của riêng họ, họ có thể là tín đồ Thiên chúa giáo, Hindu giáo hay Hồi giáo Sunni và nói tiếng Anh cùng các ngôn ngữ Ấn Độ như Hindi, Telugu, Tamil hay Gujarati. Đa số người Ấn Độ sống theo phong cách tương tự người da trắng. Những người Ấn Độ đầu tiên tới Nam Phi trên con tàu Truro với tư cách nhân công giao kèo tại Natal để làm việc trên những cánh đồng mía. Có một cộng đồng người Trung Quốc nhỏ tại Nam Phi, dù số lượng của họ đã tăng thêm với số người nhập cư từ Trung Hoa Dân Quốc.
Nam Phi cũng có ảnh hưởng khá lớn trên phong trào Hướng đạo sinh, nhiều truyền thống và lễ hội Hướng đạo sinh xuất phát từ những trải nghiệm của Robert Baden-Powell (người thành lập Hướng đạo sinh) trong thời gian ông sống tại Nam Phi với tư cách sĩ quan quân sự trong thập niên 1890. Hiệp hội Hướng đạo sinh nam Phi là một trong những tổ chức thanh niên đầu tiên mở cửa chấp nhận thành viên từ mọi sắc tộc tại Nam Phi. Sự việc này xảy ra ngày 2 tháng 7 năm 1977 tại một hội nghị được gọi là Quo Vadis.

### Truyền thông
Nam Phi có một hệ thống truyền thông lớn, tự do và năng động thường xuyên lên tiếng chỉ trích chính phủ, một thói quen đã được hình thành từ thời kỳ apartheid khi báo chí và phương tiện truyền thông là khu vực ít bị chính phủ kiểm soát nhất. Đa số các vụ bê bối lớn nổ ra khi báo chí thông báo trách nhiệm tham nhũng đã được chứng minh là đúng trong những trường hợp như của Schabir Shaik, theo đó vị phó tổng thống (khi ấy) là Jacob Zuma đã có dính líu, và những cáo buộc tham nhũng dẫn tới sự sa thải Winnie Mandela khỏi nghị viện. Lập trưởng của chính phủ về cuộc bầu cử nghị viện Zimbabwe năm 2005 và đại dịch AIDS cũng thường được báo chí đề cập.
Thậm chí khi hiện tại Nam Phi đang sở hựu mạng lưới truyền thông lớn nhất châu Phi, đây là một trong những nước cuối cùng trên thế giới cho phép truyền hình sử dụng hình ảnh màu bắt đầu từ năm 1975. Tới cuối thời kỳ apartheid năm 1994, các mạng lưới truyền hình đã phủ sóng toàn bộ các khu vực đô thị và một số vùng ít dân cư hơn, trong khi các mạng lưới đài phát thanh hầu như đã phủ sóng khắp nước.
Trong thời kỳ Apartheid đa số các đài truyền hình thương mại và tất cả đài phát thanh công cộng đều thuộc sự điều khiển của Liên đoàn Truyền hình Nam Phi (SABC), và là đối tượng kiểm soát và kiểm duyệt gắt gao của chính phủ, với chỉ một số nhỏ đài truyền hình địa phương độc lập được cho phép hoạt động. Việc thành lập khu quê hương độc lập của người da đen (hay Bantustan) trong thập niên 1970 đã cho phép các đài phát thanh và truyền hình được thành lập bên ngoài sự kiểm soát của Chính phủ apartheid. Sau khi chế độ này bị bãi bỏ, ngành công nghiệp truyền hình được điều chỉnh lại với việc thương mại hóa nhiều đài phát thuộc Liên đoàn truyền hình Nam Phi và việc tư nhân hóa các đài phát thuộc Bantustan trước đây và bán cho các công ty và các consortiums với sở hữu đa số của người da đen. Các kênh truyền hình của SABC hiện đang hoạt động.
Một kênh truyền hình bằng ngôn ngữ châu Phi đã được SABC thành lập năm 1981 (trong thời kỳ apartheid) với một kênh tiếng châu Phi nữa sau một thập kỷ. Sự độc quyền truyền hình của SABC cuối cùng đã bị đe dọa năm 1986 khi một mạng lưới truyền hình tư nhân M-Net được triển khai. M-Net đã bị cấm điều hành hoạt động thông tin.
Nam Phi hiện có hai mạng lưới truyền hình mặt đất tự do phát sóng (SABC và e.tv), một mạng lưới truyền hình mặt đất theo thuê bao (M-Net), cũng như có khả năng thu truyền hình vệ tinh (DStv) do bên sở hữu M-Net là Multichoice điều hành. e.tv được cho phép hoạt động như một kênh cung cấp thông tin độc lập. SABC phát sóng các kênh tin tức và giải trí trên khắp châu Phi qua vệ tinh.